# 百萬小學堂
《百萬小學堂》，官方英文名The Million Dollars Primary School，是台灣的一個已停播電視綜藝節目，自由製作事業有限公司（友傳播子公司）製作、台視監製及首播。2008年10月3日起，於當地時間每週五晚上8時至10時（原連續劇時段）播出。製作人是薛聖棻。主持人原為張小燕，後於2012年3月5日轉交子弟兵曾寶儀和小蝦接手主持。
2012年2月9日起，《百萬小學堂》在台視綜合台自首集重播，第1～12集於每週四、五早上9時至11時及晚上8時至10時播出（其中第4集和第5集之間的原時段，為紀念鳳飛飛而重播的節目，三週後復播），第13集起於當地時間每週一、二早上9時至11時及晚上8時至10時播出（自2013年4月1日起晚間重播改為夜間11時至凌晨1時）。
2013年4月26日，《百萬小學堂》無預警結束錄影，理由是收視率不佳。2014年5月16日，《百萬小學堂》播出最後一集。

## 播映
| 頻道                                     | 所在地 |
| ---------------------------------------- | ------ |
| 台視（首播）                             | 臺灣   |
| 台視HD台（首播）                         | 臺灣   |
| 台視綜合台首播                           | 臺灣   |
| 台視國際台                               | 臺灣   |
| 年代MUCH台                               | 臺灣   |
| 高點育樂台                               | 臺灣   |
| 壹網樂（須加入會員觀看）                 | 臺灣   |
| 世網樂的世紀電視綜合台（須加入會員觀看） | 臺灣   |

### 台湾以外
| 頻道        | 所在地 |
| ----------- | ------ |
| 新傳媒U頻道 | 新加坡 |
| 城市电视    | 加拿大 |

## 歷代主持人&智囊團成員

### 主持人

《百萬小學堂》第一版開場畫面

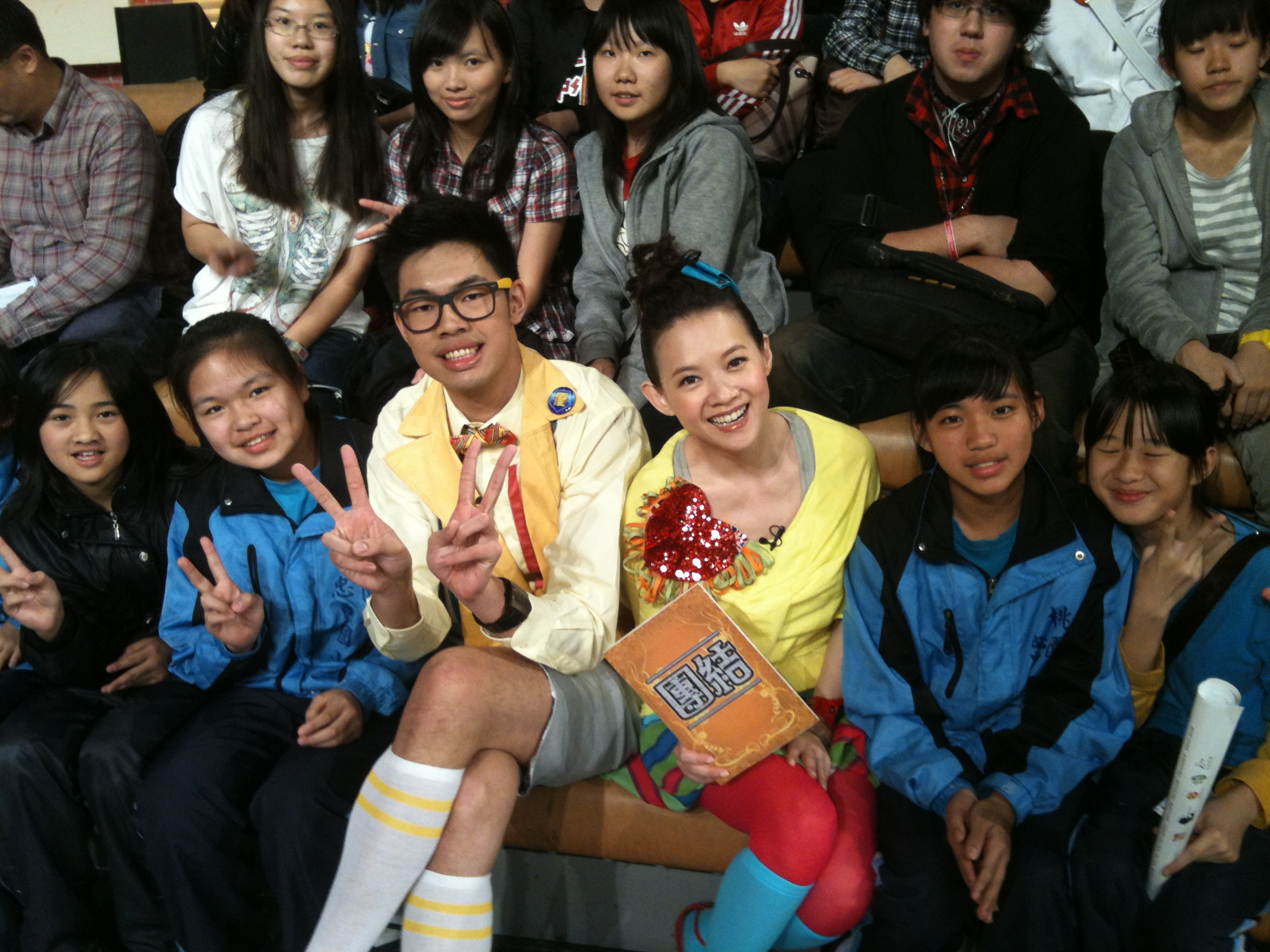
主持人曾寶儀與小蝦於觀眾席與觀眾合影

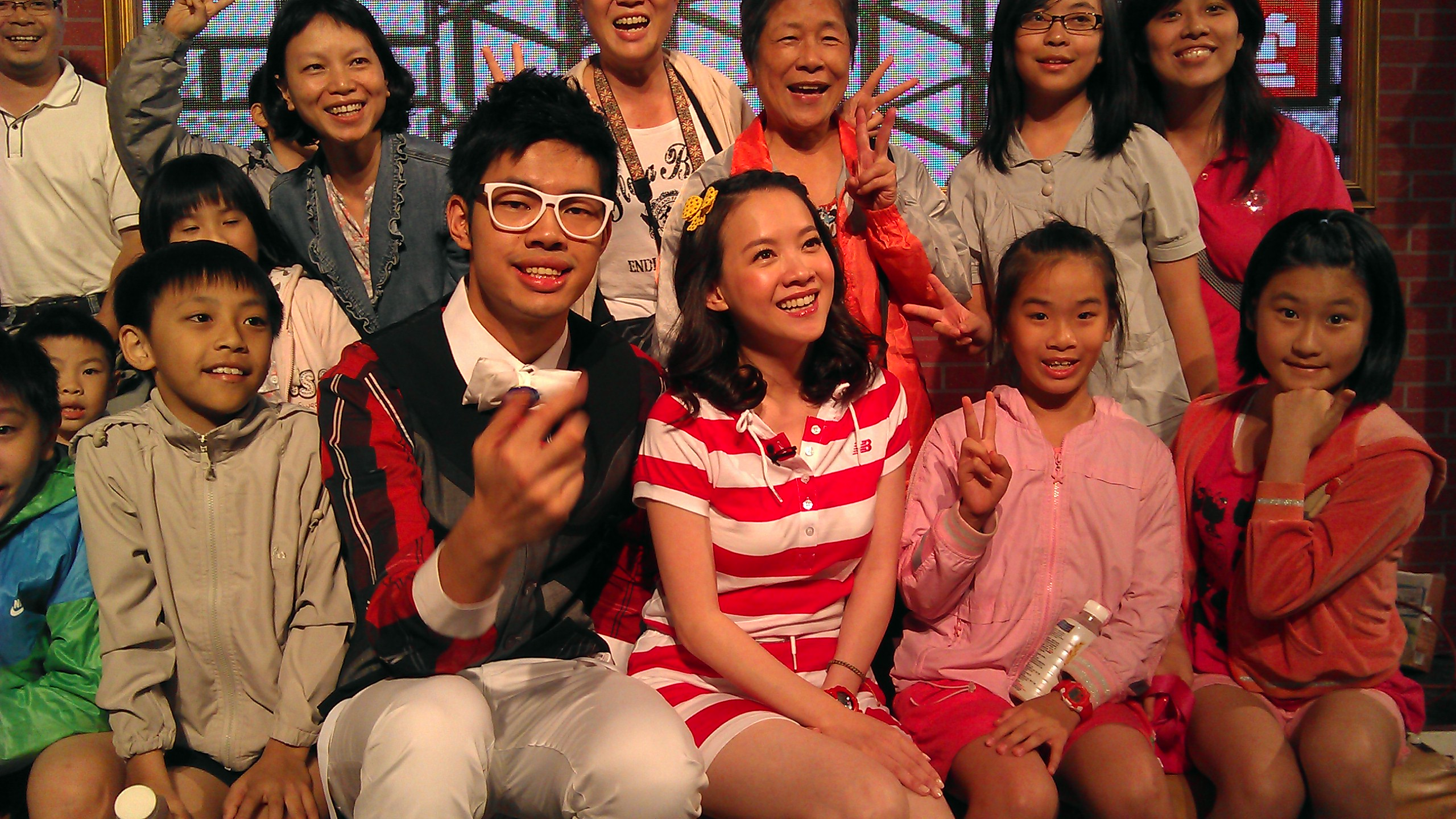
主持人曾寶儀與小蝦於觀眾席與觀眾合影

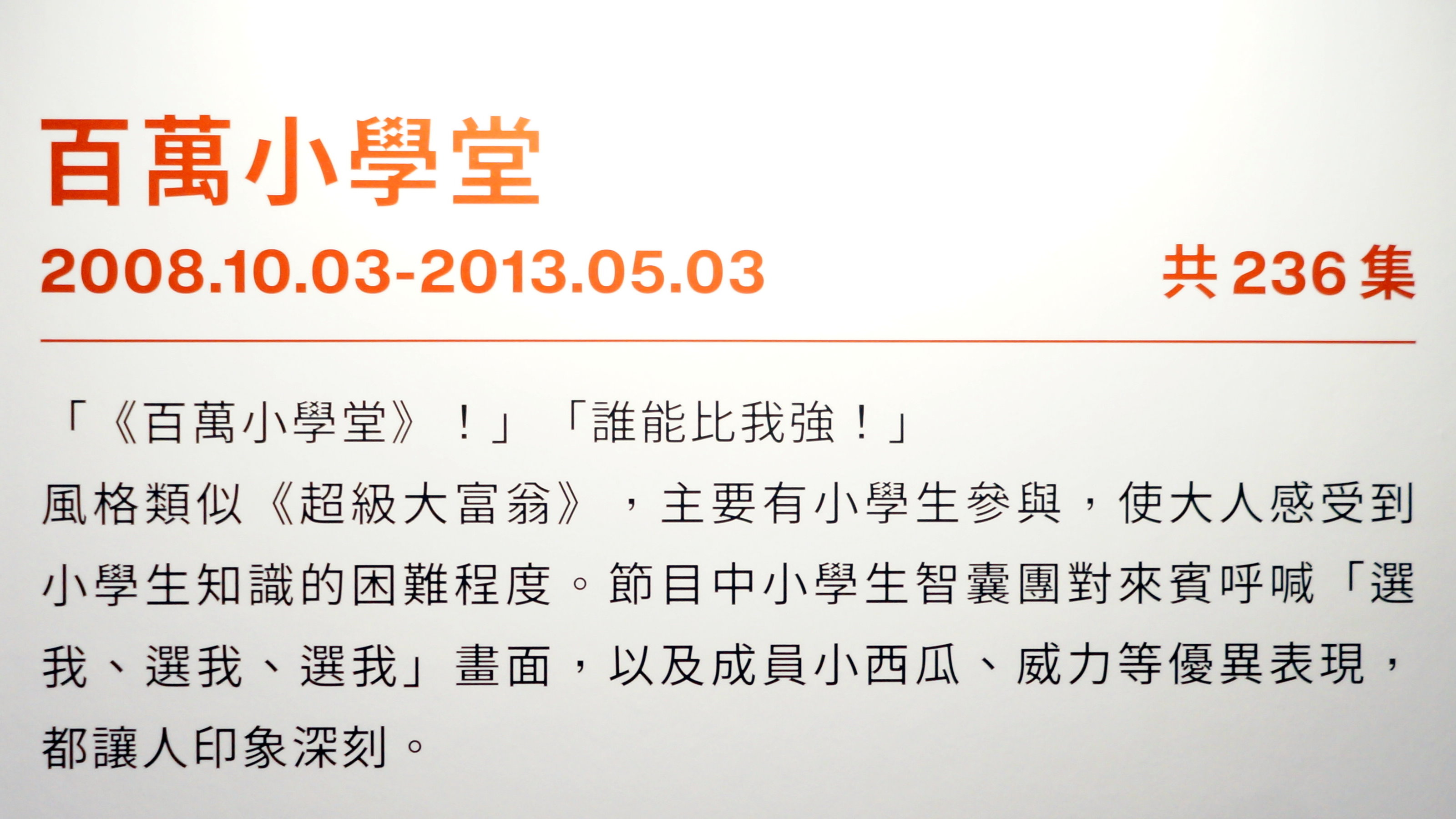
《百萬小學堂》簡介牌

- 第一任：張小燕（2008年10月3日-2012年3月9日）
- 第二任：曾寶儀、小蝦（2012年3月16日-2013年5月3日）

### 智囊團成員
- 小西瓜
- 娃娃
- 容容
- 大力
- 葉子
- 威力
- 丁丁
- 妞妞
- 艾瑪
- 可可
- 小明
- 布丁
- 一哥
- 小兔
- 津津
- 拉拉
- 成成
- 悠悠
- 麻糬
- 奶茶

## 節目特性
節目風格類似《超級大富翁》（Who Wants to Be a Millionaire?）及 "Are You Smarter Than a 5th Grader?" ，但主要有小學生參與，使大人感到小學生知識的困難。節目也以「讀碩士難？還是回答小學生的問題難？」為廣告台詞，激發大人對小學生的知識潛能。

### 口號

#### 張小燕時期
張小燕喊：「《百萬小學堂》！」接著，每一位現場觀眾共同喊：「誰能比我強！」當觀眾喊到「強」字時，兩手舉出且與地平行，並各比出大拇指。

#### 曾寶儀與小蝦時期
同張小燕時期，由曾寶儀喊出：「《百萬小學堂》！」現場的每一位觀眾同樣也共同喊出：「誰能比我強！」觀眾喊到「強」字，同樣也是要兩手舉出，與地平行，並都各比出大拇指。

### 主題曲
《百萬小學堂》有主題曲，其名稱為《Go Go Girl》（為的翻唱曲。本條目以下均以《Go Go Girl》簡稱）。《Go Go Girl》一歌之作詞為何啟弘，作曲為，主唱為吳兆絃與藍愛子（此二人組成團體名稱為大小姐）。
無論張小燕時期，或者是曾寶儀、小蝦搭檔時期，均採用此主題曲。

### 開場

#### 張小燕時期
當《百萬小學堂》開場音效開始後，主持人喊：「各位同學，開課了噢～！」而智囊團五位成員，會從指定通道內依序走出，並與主持人擊掌（give me five），並坐在指定位置上，主持人稍微談話完後，帶動喊口號。
因應人類豬型流感（H1N1），自2009年5月8日（第三十三集）開始，主持人不向小朋友擊掌，且沒有任何親密接觸；智囊團陪考生，則改以鞠躬的方式向參賽者問好。直至H1N1疫情沒那麼嚴重後，2009年6月19日（第三十八集）恢復擊掌入場。而再從2009年9月18日（第五十一集）開始，仍以預防H1N1為由，改以拱手禮向主持人問好，直至疫情再次降低威脅時，智囊團陪考生於第七十八集的節目恢復擊掌（部分陪考生仍以拱手鞠躬為主）。

#### 曾寶儀與小蝦時期

##### 第一版
首先由小蝦在主持位置先說出一則冷笑話，再喊出「開課了」之類的字眼。智囊團五位成員，還有主持人曾寶儀，同樣也會從指定通道內依序走出，但不做與曾寶儀或與小蝦擊掌拍手動作。各自走出來後，曾寶儀與小蝦共同站在主持位置，五位小學生智囊團會坐在指定位置。曾寶儀與小蝦談話完畢後，小蝦就坐「班長位置」，而曾寶儀也開始帶動喊口號。

##### 第二版
由曾寶儀喊出「開課了」或「上課了」之類的字眼，再由五位智囊團與小蝦從指定通道走出，並與曾寶儀做擊掌動作。智囊團成員就做指定位置後，曾寶儀與小蝦共同做開場白，談話完畢，小蝦就坐「班長位置」，曾寶儀也開始帶動喊口號。

## 遊戲進行
除特別標註外，本文金額為當地貨幣（新台幣）。

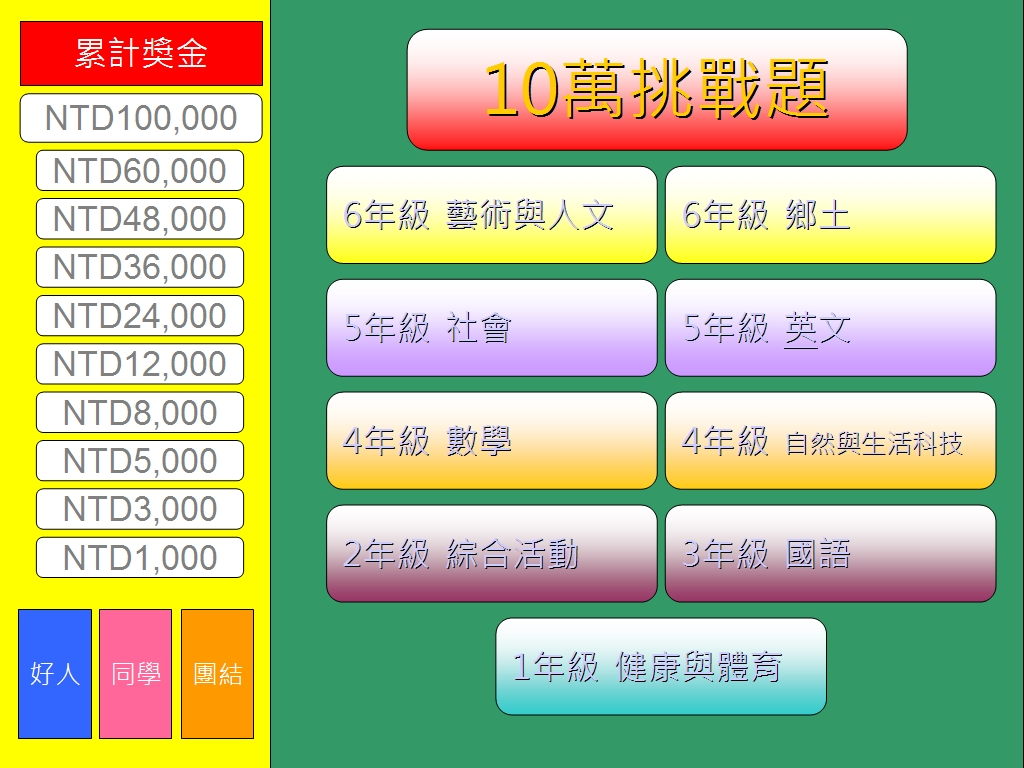
參賽者選定第一位「陪考生」後，從其中一個考題中選擇欲作答之題型，可以不用按照特定順序，唯有「十萬挑戰題」必須為第十題。

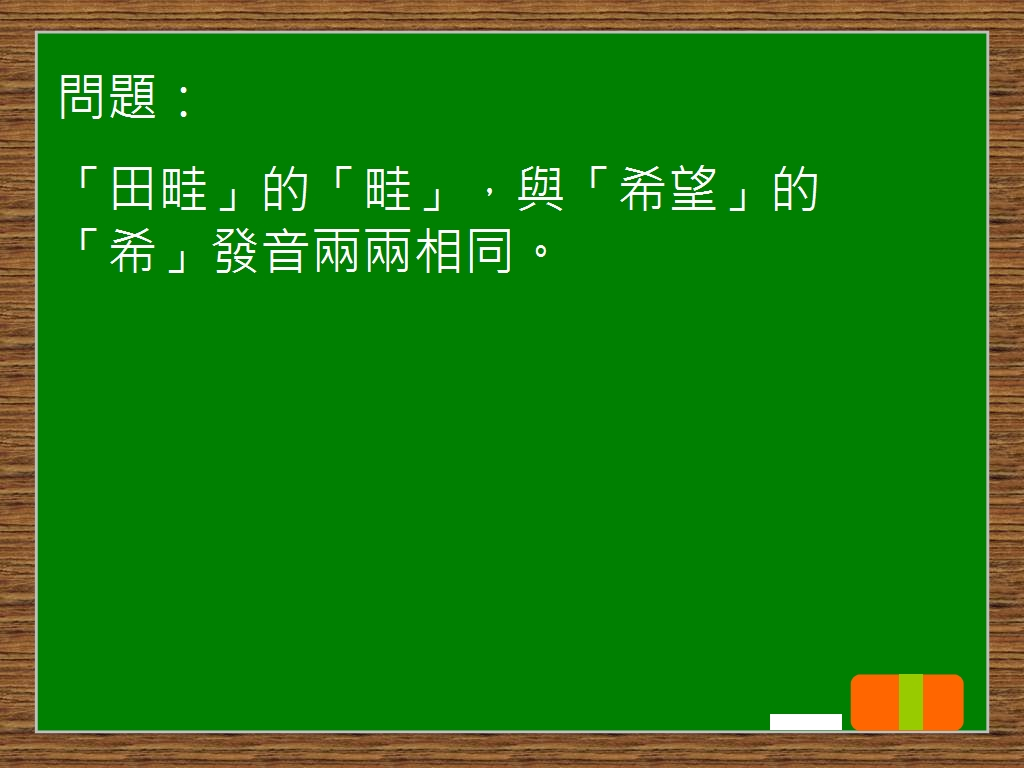
模擬是非題畫面。

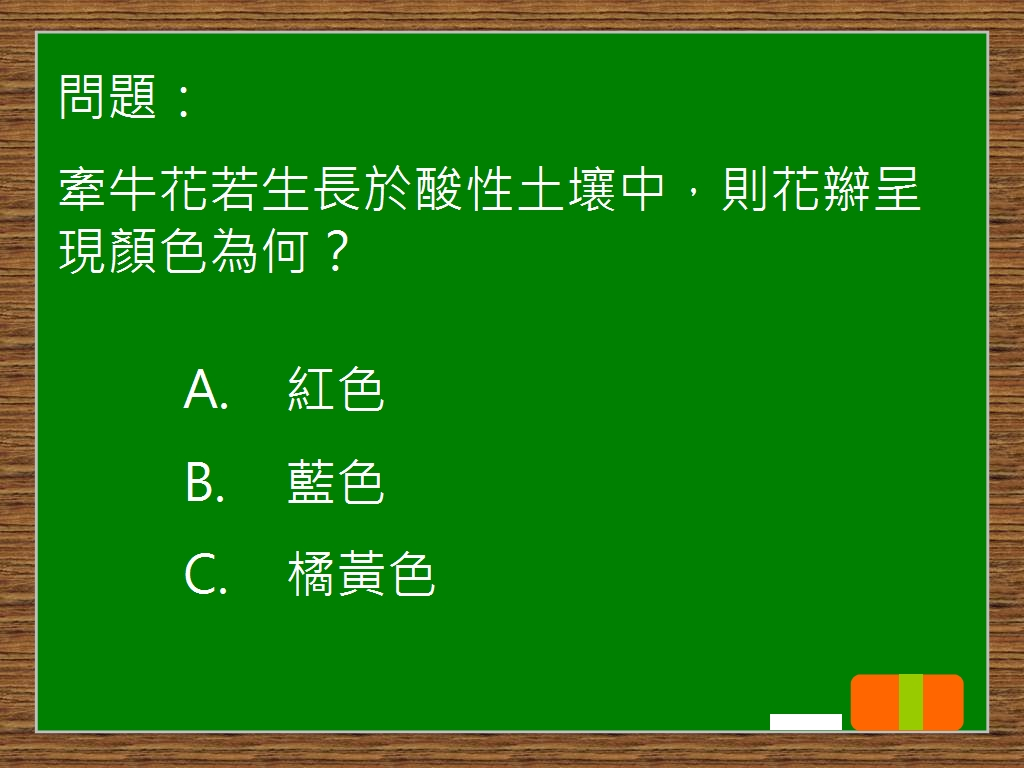
模擬選擇題畫面。

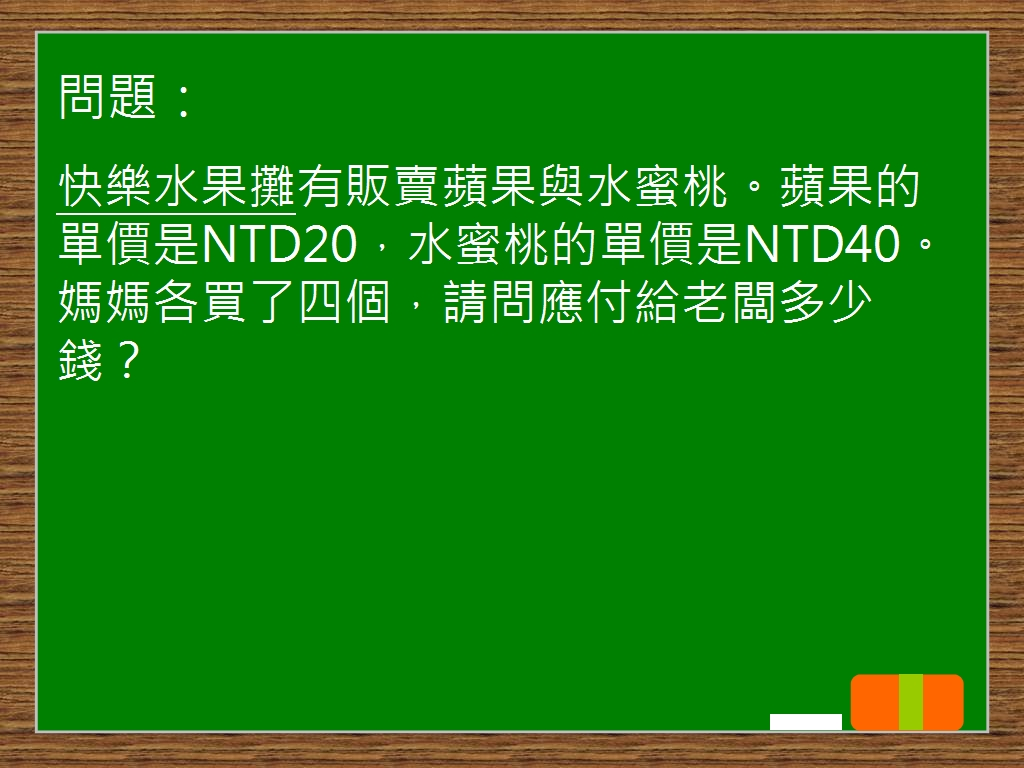
模擬計算題（問答題）畫面。

遊戲開始，會有一大人參賽者從製作單位指定的入通道入場，主持人介紹完大人參賽者，以及觀看大人參賽者於小時候之照片之後，到指定答題桌上開始遊戲。如大人參賽者沒有照片，或曾參賽，此部分通常省略。
大人參賽者再從五名小學生智囊團之中，選擇一位作為「陪考生」。第十一集之前，大人參賽者可以攜帶一名協助答題的小朋友，當作「陪考團」的成員，由「一名非資優生、四名資優生」的組合陣容，以協助參賽者過關；第十二集之後，大人參賽者均只能有「五位資優生」的組合陣容，以協助參賽者過關（除第三十五集，陶大偉與孫越的部分以外）。
當大人參賽者選定智囊團陪考生後，陪考生從指定座位離席到考桌位置，並與大人參賽者進行擊掌動作，大人參賽者即可開始進行遊戲。不同的陪考生，須均得與大人參賽者有各有至少一次的擊掌動作。同預防H1N1的政策，第三十三集至第三十七集期間，與第五十一集之後的節目，都不作擊掌動作。前者的智囊團陪考生，改以鞠躬方式向參賽者問好；後者的智囊團陪考生，改用拱手的方式向參賽者問好。
大人參賽者可以從十大類型（最高獎金題目必須為第十題）中，挑選一個題型。第四集之前，大人參賽者可以詢問小學生參賽者擅長的範圍，以作為過關斬將的根據；但在第五集之後，製作人以「不可讓小學生『掌握生殺大權』」為由，大人參賽者不可詢問小學生參賽者擅長範圍。
十大題型分類如下：
- 國語（包括文字字型、現代文學、筆劃及部首等）
- 數學（包括算數、幾何學等）
- 自然與生活科技（自然、生物、物理、化學、理化、天文學與大氣學）
- 健康與體育（健康教育、體育、身心發展、中西醫學與人體學等）
- 生活
- 英語
- 社會（包括地理、歷史、社會與公民）
- 藝術與人文（包括音樂欣賞、國內外藝術品欣賞、人文活動等）
- 綜合活動（包括各種生活常識，例：卡通、交通號誌等）
- 鄉土（地方方言、歌謠與諺語等）

每組題庫從國小一年級至國小六年級均有，但科目類型並非全部從一年級至六年級均有，例如自然與生活科技，必定是從三年級開始，至六年級為止。而題目固定的數量，為一、二及三年級各一題、四、五及六年級各二題，並加上十萬挑戰題一題（必須為第十題）。
下列為科目的級別數分布：
- 生活：一年級至二年級，但目前以一年級居多。
- 綜合活動：一至六年級均有，目前以二年級至六年級為主。
- 國語：一年級至六年級，目前以五年級至六年級居多。
- 數學：一年級至六年級，目前以五年級至六年級居多。
- 自然與生活科技：三年級至六年級。
- 社會：三年級至六年級，目前以四年級至六年級居多。
- 鄉土：二年級至六年級，目前以二年級至三年級居多。
- 健康與體育：一年級至六年級，目前以五年級至六年級居多。
- 藝術與人文：三年級至六年級。
- 電腦：五年級至六年級，但極少出現。

而每組題庫的題目類型，會是是非題（True or False）、三選一選擇題（One Choice from Three）、問答題（Question and Answer）或是排列題的其中之一（通常排列題較少出現），但第十題（十萬挑戰題）的題型必定為問答題。
當旁白把題目讀完時，「陪考」小學生參賽者可以隨時作答。無論是「陪考」小學生參賽者或大人參賽者，左手邊均有一個按鈕，有答案者，無論對錯，均須按下此鈕，表示「作答完成」並「鎖定答案」（answer locked）。當小學生參賽者用光筆把答案寫在書寫板上，製作單位均會把答案事先存檔好，以供大人參賽者使用「錦囊」時，秀出給大人參賽者觀看。
大人參賽者每次答完兩道題目（於第二、第四、第六、第八題答完）時，則從五位小學生參賽者，再選擇一位進行「陪考」。若錦囊皆使用完，則無法選擇陪考生。在一回合之中，選擇過的小學生參賽者不能再陪考，意即不同參賽者只能於偶數次時，各次選擇不同之陪考生。若參賽者於第九題答題時仍有錦囊，小學生參賽者只能陪考一題（因參賽者回答第十題時，不可使用錦囊）。

### 獎金計算
下列是每一位大人參賽者所能獲得的獎金的搖錢樹。
- 第一題答對：1,000元
- 第二題答對：3,000元
- 第三題答對：5,000元
- 第四題答對：8,000元
- 第五題答對：12,000元
- 第六題答對：24,000元
- 第七題答對：36,000元
- 第八題答對：48,000元
- 第九題答對：60,000元
- 第十題答對：100,000元

但如果參賽者在回答該問題的獎金上失敗，則累計獎金折半。例如參賽者在第九題答題失敗，則第八題的累計獎金48,000將折半至24,000元。第一題挫敗者無獎金。
下表為挫敗獎金列表。
- 第一題答錯（沒有答對題目）：0元
- 第二題答錯（答對一題）：500元
- 第三題答錯（答對二題）：1,500元
- 第四題答錯（答對三題）：2,500元
- 第五題答錯（答對四題）：4,000元
- 第六題答錯（答對五題）：6,000元
- 第七題答錯（答對六題）：12,000元
- 第八題答錯（答對七題）：18,000元
- 第九題答錯（答對八題）：24,000元
- 第十題答錯（答對九題）：30,000元

輸家在離場前，還要對著製作單位指定的攝影機，說出一段對不起如老師、父母等的致歉詞，整局遊戲才結束。例如某參賽者敗在數學類型的問題，他（她）就可以說：「＿＿國小的老師們，我把我所學的知識還給你們了，我連數學都算不好。在此，學生＿＿＿，向你們說聲：『對不起』！」後期考慮到人格，加上大人參賽者與現在小學所學教材不同，落敗大人參賽者改成發表感想即可。例如：「現在小學生學習的真的太多了，我們應該要多注意小學生的學習情況。他們真的很厲害，我們要好好地向他們學習。而我也要感謝＿＿國小的＿＿＿老師辛苦的栽培，由於他的提拔，我也能有還不錯的表現。」或者是請參賽者向他記得的國小老師道謝（或者「隨興道歉」亦可）即可。

#### 時間題
於第四十五集（2009年8月7日播出的節目）起，新增「時間題」。大人參賽者必須於旁白讀完題目後的五秒內，即刻給予答案，並且即刻按下確定鈕；或者在這五秒內，有錦囊（求救法）者使用錦囊。每一組題庫均有一題或兩題不等的時間題，題型不拘，科目也不拘。而時間題的答案較其他問題為簡單，但可能會亂了大人參賽者的思緒而亂了方寸。
大人參賽者若超過時限太久仍無答案，視同參賽者失敗，不能繼續進行遊戲。

#### 影片題
於第四十八集（2009年8月28日播出的節目）起，新增「影片題」。影片題是小學生陪考生，與製作單位人員共同拍攝的影片；或者製作單位會委外製作Flash動畫，以詼諧的方式播出。當影片播放至結束後，旁白仍然會讀題，請參賽者作答。
影片題有時候會與時間題作結合，大人參賽者同樣也可以使用錦囊，向陪考生求救。

#### 季後賽與年度賽
第一季第六集之前的節目當中，若參賽者可以順利取得100,000元的獎金，可以晉級，取得「三十萬季後賽」的資格；甚至再晉級，取得「百萬年度賽」的資格，成為名副其實的「百萬得主」。
第七集之後，該制度取消，參賽者最高只能獲得100,000元的獎金，無「三十萬季後賽」與「百萬年度賽」這兩個比賽。

#### 觀眾出題
製作單位有開放電視機觀眾出題，但投稿者必須為小學生。只要投稿出題符合製作單位的要求，一經採用，在第十八集前的投稿者，可獲得翻譯機一臺，第十九集之後的觀眾，可獲得兒童課外刊物（一位可得六期，每月一期）或翻譯機一臺（兒童課外讀物與翻譯機是製作單位二者擇一的，不定時更換）。

#### 觀眾互動與答題
第九集之後的觀眾入場前，製作單位均會要求在每次大人參賽者答完題目要準備按鈕，或者是說出答案（無論對錯）的同時，都要發出「欸」的聲音（工作人員會在觀眾前方舉出「ㄟ」的牌子告知），讓大人參賽者感到恐慌而不知所措，這也是該節目的特點，製作單位亦稱這是「精華所在」。
除了大部分是非題的題型外，大人參賽者在答錯題目後，主持人會開放現場觀眾答題（製作單位有開放觀眾參觀錄影），答對的現場觀眾，可獲得製作單位準備的小禮物。
事實上，有些時候製作單位會在大人答錯之後向觀眾秀出正確答案來讓觀眾好領獎。
下列是此節目曾經發送給答對題目的觀眾的獎品。
- MP4播放器壹臺；
- 「會說話的巧克力」禮盒一份；
- 《百萬小學堂》相關題目叢書一本；
- 六度空間電影票；
- 幾米的拼圖禮盒；
- 懷舊系列拼圖；
- 變形金剛玩具模型；
- 書包廠商提供的手提袋；
- 其他如大人參賽者提供的贈品，如阿本於宣傳《萌學園》的樂園活動時，就將其保溫杯作為他落敗時給答對題目的小朋友的贈品。

而現場答題觀眾，是不用其他觀眾共同喊「欸」的，答題觀眾的答案對錯，直接由幕後工作人員告知。

### 錦囊

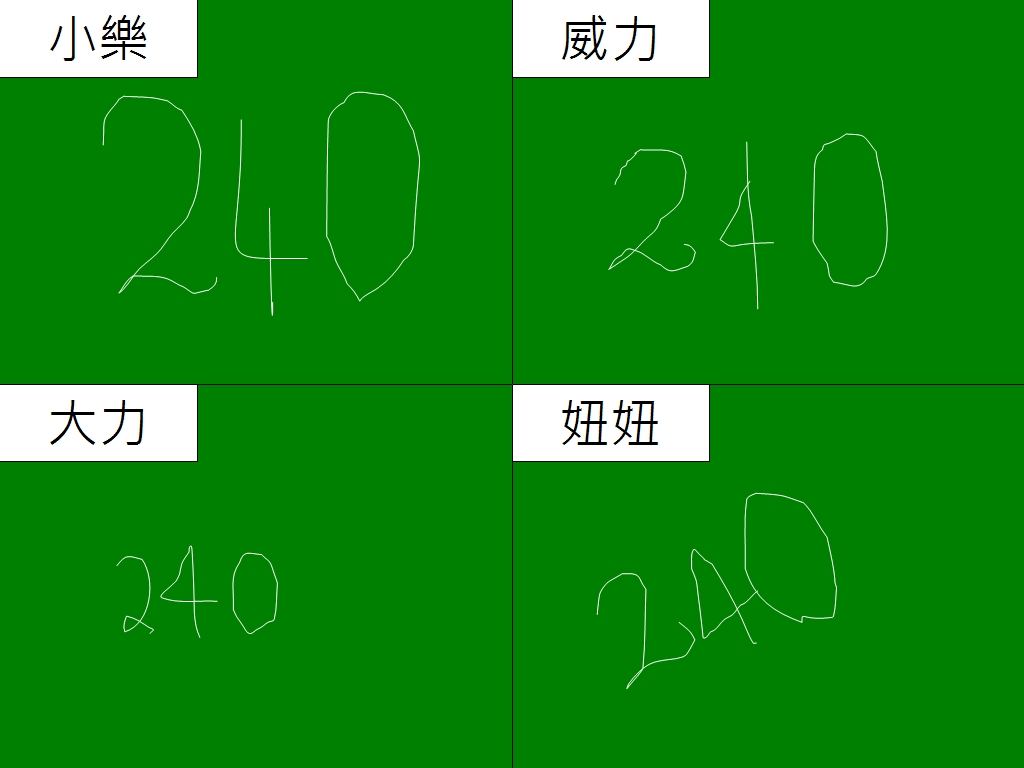
模擬參賽者使用「團結卡」（或稱為「知識^{+}卡」）畫面。

為了使大人參賽者能夠過關斬將，製作單位提供了三個錦囊（又稱「作弊方式」，在第一百七十八集及之後的集數出現四個）供大人參賽者於答題時使用。只要大人參賽者抽出一張放置在參賽者前面的卡，表示大人參賽者「使用」了該錦囊。
錦囊的名稱與用途如下：
- 好人卡（Be Good，水藍色卡）

「好人卡」的名稱，源自惡搞文化的「好人」一詞，有「同學借我看」的功能，可以偷窺並參考小學生參賽者的答案，但不一定要完全一樣，勝敗必須由大人全權承擔。故如果小學生參賽者寫對答案，但大人參賽者卻不採信其答案，則大人參賽者失敗。
- 同學卡（Give me your answer，紫紅色卡）

「同學卡」有「同學你罩我」的功能，這是一項完全照抄小學生參賽者答案的方法，但使用此方法，則必須是與小學生參賽者的答案完全一樣，故大人參賽者的成與敗，全部交給小學生。故如果小學生參賽者答錯，大人參賽者也失敗。
第三個錦囊，僅在於名稱有顯著的不同，但兩者功能是大同小異的。下列敘述此二種不同錦囊的特點。
- 團結卡（第一至第十一集與第四十一集之後）（Guys, save me，土黃色卡）

「團結卡」有「四人幫幫我」的功能，由陪考生之外的另外四名小學生參賽者寫出答案。要是這四個小學生內，有一個的答案是標準答案，大人參賽者就算答對；反之沒有人寫對者，大人參賽者闖關失敗。此卡若用於選擇或是非，則過關勝算較大。
- 知識+卡（第十二集至第四十集）（Power of knowledge ，土黃色卡）

「知識+卡」的名稱，源自Yahoo!知識+，有「知識力量大」（Knowledge is power）的功能。由未上場的四個小學生，透過Yahoo!知識+替參賽者找尋答案，功能較「團結卡」更好。因此，「知識+卡」不像「團結卡」無法上網找尋資料，只能藉助小學生參賽者累積的知識作答，其餘的功能，都與「團結卡」一樣。
一集節目最初的大人參賽者使用知識+卡時，旁白會有下列的台詞：
小學生的知識，除了來自課堂上老師教授的內容，還有一部分是上網搜尋、自我充實的成果噢！
使用知識+卡，知識力量大！
第四個錦囊：
- 小蝦卡（Xiaoxia, help me，深綠色卡）

第一百七十八集開始出現。使用的時機，是必須在不是其他五位小學生智囊團的其中一位幫助參賽者答題前，或者是三張基本卡（「好人」、「同學」，以及「團結」卡）都用光時，無論是答題前或答題後，均可使用。大人參賽者使用時，可參考班長小蝦的答案，取信或不取信其答案。因此，若小蝦答錯答案，而大人參賽者取信答案，則大人參賽者失敗；或說若小蝦答對答案，但大人參賽者不取信其答案，則大人參賽者也失敗。通常小蝦的答案不能用。

#### 特殊錦囊
- 爸爸卡（daddy，土黃色卡）

陶喆的「專用卡」，於第五十集出現，是製作單位特別為陶喆「量身訂做」的卡片。陶喆可以將好人卡、同學卡，以及團結卡其中一張，換成「爸爸卡」。陶喆要是遇到不會的問題，可以使用此卡，撥打電話給爸爸陶大偉，並且相信或不相信爸爸的答案。
順帶一提，張小燕透過電話，將以前陶大偉不給酸梅的事情一筆勾銷，並且張小燕也告訴了陶喆給爸爸禮物的建議。
- 老公卡（my husband，藍色卡）

楊帆之妻Julie（本名：劉景莊）的「專用卡」，於第一百六十一集出現，同樣也是製作單位特別為Julie「量身訂做」的卡片。Julie可以將好人卡、同學卡，以及團結卡其中一張，換成「老公卡」。Julie要是遇到不會的問題，可以使用此卡，撥打電話給楊帆，並且相信或不相信其答案。
順帶一提，Julie在不知道第二題「一年級生活：著名動畫《藍色小精靈》，源自於哪個國家？」的題目中，使用了此卡。雖然老公的建議答案是A. 奧地利，Julie不採信其答案，改答C. 西班牙，結果答案是B. 比利時而落敗，僅得五百元的獎金。
但大人參賽者在遊戲時，將所有錦囊都用完，後續進展如下：
- 第一集時，陪考小學生的答案則不能再提供給參賽者，尚未上場的四名小學生亦同；但每次作答時，陪考小學生與其餘四位未上場的小學生參賽者仍然得繼續作答，直至參賽者挫敗為止。主持人視情形，會適時地公布小學生參賽者們的答案（當然，大人參賽者在此時就是鎖定答案了）。
- 第二集之後，大人參賽者身旁無陪考小學生，小學生參賽者也不用繼續作答，更無每二題換人的進度。

## 其他規則

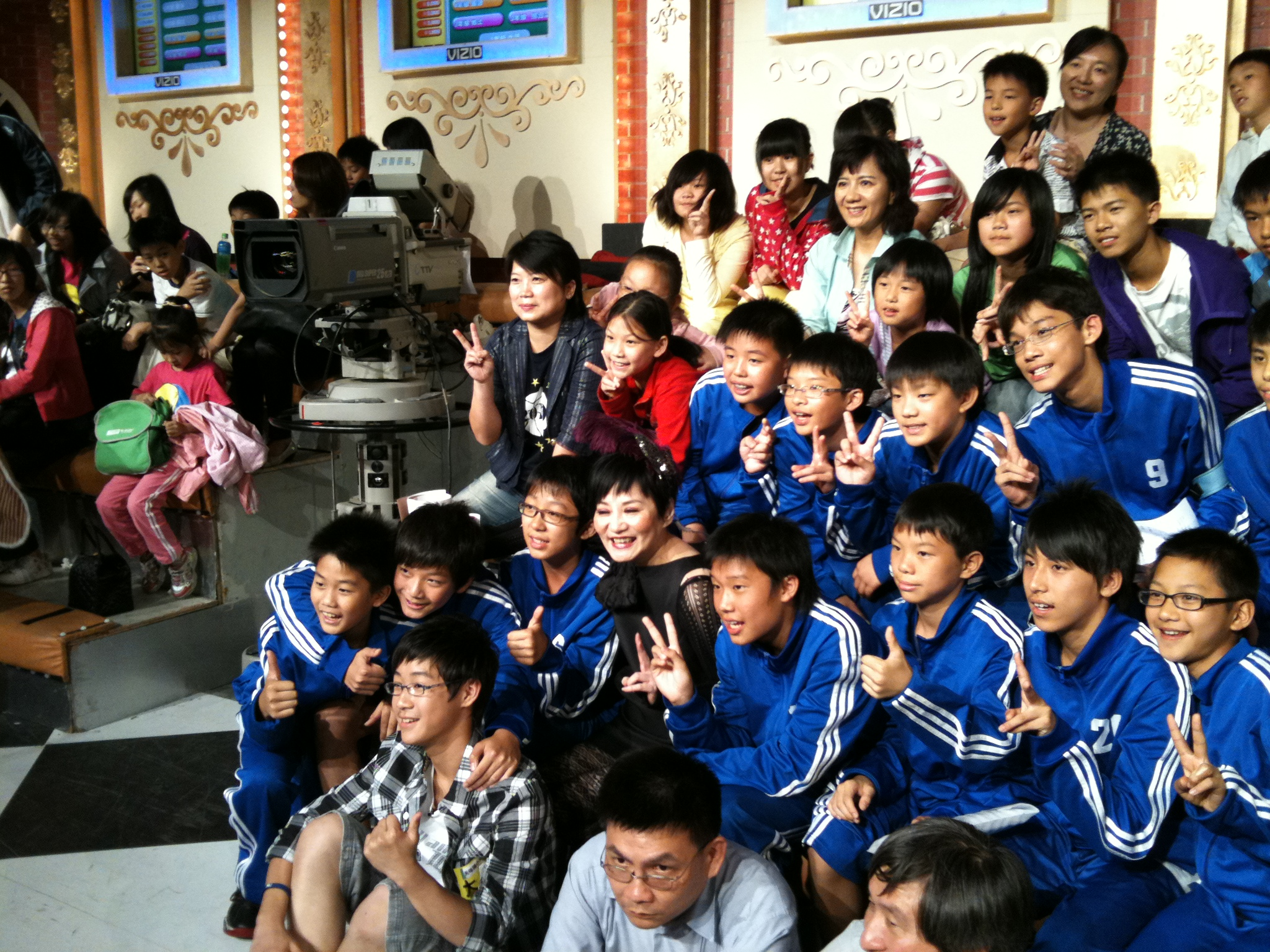
錄影結束後，主持人張小燕與觀眾的合影。

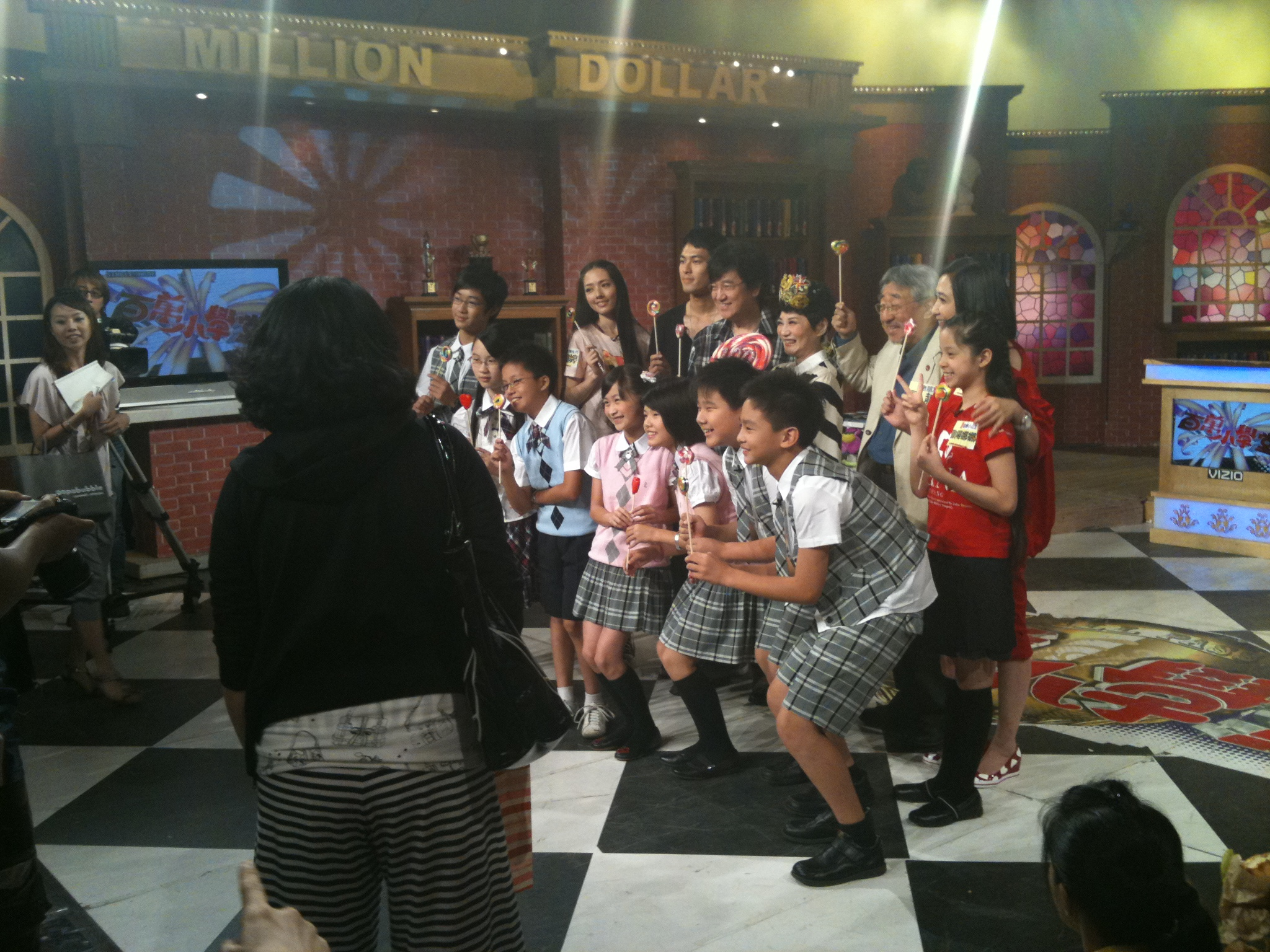
《百萬小學堂》第一百集錄影前合影。

- 參賽者中途不可放棄比賽，放棄比賽者視同放棄所得獎金與參賽權（前期規則，後期則改為「視同答錯」，該題之前的累計獎金折半）。
- 一題只能使用一個錦囊，不可於一題內同時使用兩個或以上的錦囊。
- 一旦確定題型或按下按鈕提交答案，不得以任何理由後悔，或要求更改。
- 使用錦囊時，一旦提出動用，不能以任何理由撤回，或更換另外一種錦囊。
- 回答第十題（十萬挑戰題）時「不能使用錦囊」，必須靠自己的實力作答。
- 大人參賽者不可以脅迫或其他不被製作單位認可的方式，要求小學生或現場觀眾說出答案。
- 非進行遊戲之參賽者或現場觀眾，不可有提供答案或傳遞暗號之情形，否則視同作弊，有可能會被製作單位請離現場，甚至有可能請該名作弊者賠償該題獎金，不得有議。而製作單位可能會視情形重新出題，或者可能取消該名參賽者之參賽權。

## 最高得分與最低得分
節目至2011年12月25日為止，3年共167集，出現了第一位拿到十萬獎金的得主陳柏霖，可取得新台幣100,000圓整的獎金。
每組題庫的難度不同，與參賽者選題的順序與答題不同，造就了不同的結果。

### 十萬獎金得主
是開播以來第一位，也是唯一一位得十萬獎金的得主。
- 陳柏霖最後一題：古人有云：讀書有三上，枕上、馬上、廁上，請問說這句話的古人是誰？答案為：歐陽脩（於2011年12月25日錄影，2012年1月6日播出）陳柏霖十題都對首位獲得本節目最高榮譽

### 最低得分
主持人將於第2題答錯者，取名為「伍佰俱樂部」, 將於第1題答錯者，取名為「零元俱樂部」。
- 小蟲（敗於鄉民代表會相關問題，有於2009年8月23日錄影進行敗部復活賽，結果敗在第二題「蝦子走路」相關問題，兩次參賽都獲得500元獎金）
- 李宣榕（敗於兒童權益相關問題）
- 眭澔平（敗於容量相關單位問題）
- Ruby（敗於英文單字人行道問題）
- 陳信安（敗於有毒植物相關問題）
- 洪都拉斯（敗於阿拉伯數字相關問題，有於2009年1月11日錄影進行敗部復活賽）
- 家家（敗於音樂相關問題）
- 曲艾玲（敗在母孔雀英文單字“peahen”的相關問題）
- 王宇婕（敗在雪梨歌劇院外型相關問題，有於2009年5月3日錄影進行敗部復活賽）
- 郭彥均（敗在物理光學相關問題，有於2009年6月28日錄影進行敗部復活賽）
- 楊雅筑（敗於印度文化相關問題）
- 馬國畢（敗於眉毛相關問題；另於2010年3月28日二度參賽，獲得500元獎金）
- 譚艾珍（敗於交通號誌周邊設備相關問題）
- 吳志揚（敗於數學應用問題）
- 張秀卿（敗於野生動物相關問題）
- 洪偉明（敗於越南童謠《潑水歌》相關問題）
- （敗於臺灣俗諺相關問題）
- 湯志偉（敗於經典語錄相關問題）
- 陳冠宇（鋼琴演奏家，敗於新化鎮鬥蟋蟀相關問題）
- 宋少卿（二度參賽，曾於2009年3月1日進行初次參賽，獲得6,000獎金，並於2010年5月15日進行三度參賽，獲得500獎金）（敗於驚堂木相關問題）
- 夏韻芬（敗於企鵝的閩南語念法相關問題）
- 翁滋蔓（敗於大氣壓力相關問題）
- 高伊玲（敗於耳內外壓力相關問題）
- （敗於英文單字“birdie”另外用法相關問題）
- 任容萱+任明廷（敗於番茄不可空腹吃相關問題）
- 狄志杰（敗於酒窩相關問題）
- 洪百榕（敗於基本四則運算相關問題，曾於2010年7月18日與丈夫宋達民進行二度參賽，獲得30,000獎金）
- 伍思凱（敗於故宮文物相關問題）
- 何篤霖（敗於《超級瑪利歐》遊戲相關問題）
- 陸小芬（敗於玫瑰原產地相關問題）
- 鍾欣凌（三度參賽，敗於數學運算相關問題，曾於2008年11月14日進行初次參賽，並於2009年6月7日進行二度參賽）
- 小鬼（二度參賽，敗於棒球比賽規則相關問題）
- 許孟哲（敗在日本動畫《哆啦A夢》相關問題）
- 陳至愷+周采詩（敗在籃球規則相關問題）
- 何豪傑（敗於閩南俗諺「乞丐趕廟公」相關問題）
- 萬芳（本名：林萬芳）（敗於農產品原產地相關問題）
- 屈中恆（二度參賽，曾於2008年11月16日進行初次參賽，獲得2,500獎金）、屈中恆之妻童秀娟（初次參賽）（敗於英文單字p.s.是post script的縮寫相關問題）
- 迅猛龍（本名：郭怡廷）（敗於數學運算相關問題）
- Gigi（第一次參賽，敗於相關問題民俗童玩「捏麵人」相關問題）
- 艾莉絲（敗於醫療相關問題，「X光」的「X」代表什麼？答案為：未知數）
- 馬國畢（於2012年5月4日參賽敗於電影題：「《神鬼傳奇》」片中的魔頭「印何闐」相同於古埃及中那一個職位？答案為：建築師）
- 張洛君+吳沛寧（敗於[螢火蟲的幼蟲]是否會發光之問題）

- 哈孝遠（敗於客家習俗相關問題，有於2009年1月23日錄影進行敗部復活賽）
- 吳宗憲【敗於方位、諺語，以及英文單字相關問題（但方位問題答案有所爭議）】
- 曹蘭（敗於國字部首相關問題）
- 陶大偉（敗於鱷魚會不會流眼淚的問題，有於2009年5月24日錄影進行敗部復活賽）
- 李國毅（敗於數學相關問題）
- 陳奕（敗於中國神話故事相關問題，於2010年4月25日錄影，與另一團員沈建宏進行敗部復活賽，兩次均無獎金）
- 聶雲[7]（敗於游泳技術「水母漂」相關問題）
- 趙樹海（敗於天文正音相關問題）
- 夏禕（敗於異物梗塞急救法「哈姆利克」相關問題）
- 鄭有傑（敗於英文單字“purr”相關問題）
- 侯昌明（第二次參賽）、曾雅蘭（初次參賽）（敗於方程式相關問題）
- 何妤玟（敗於無氧運動相關問題）
- 謝麗金（敗於臺灣俗諺「走馬看真珠」相關問題）
- 陳昇（敗於閩南語童謠《西北雨》相關問題）
- 楊淇+劉亮佐（敗於腳踏車不能撐傘之是非題）
- 劉瑞琪（敗於籃球規則相關問題）
- 辛龍（因不採信智囊團的答案，敗於向日葵相關問題）
- 陳國華（二度參賽，敗於疾病相關問題。曾於2008年11月28日參賽過）
- 張傑（敗於算術題）
- 曾少宗（敗於生命線相關問題）
- 馬國畢（於2010年3月28日二度參賽，曾於2009年2月15日初次參賽得500元獎金）、馬媽媽（敗於部首相關問題）
- 酷愛樂團（敗於成語「眉來眼去」相關問題）
- 張善為（於2010年10月8日四度參賽。曾於2008年12月14日與2009年9月20日以及2010年4月18日參賽過）
- 江明娟+江爸爸（敗於卑南族儀式相關問題）
- Gino（敗於數學應用問題）
- 沈建宏（和陳奕組成AK搭檔共同參賽，敗於免疫力問題）
- 宋少卿（三度參賽，曾於2009年3月1日進行初次參賽，獲得6,000獎金，並於2009年8月8日進行二度參賽，獲得500獎金）（敗於雞蛋保鮮問題）
- 王芷蕾（敗於華盛頓砍樹問題）
- 神木與瞳（敗於吉他相關問題）
- 張洛君（敗於毛囊與頭皮屑關係之相關問題）
- 蔡燦得（敗於眼藥水按摩相關問題）
- 張善為（敗於縮圖相關問題，第二位兩度獲得零元的成員）
- 姚元浩（本名鄧詠麟）、寇家瑞（敗於可頌麵包相關問題）
- 姚采穎（敗於垃圾車廚餘相關問題）
- 范植偉（敗於電暖爐相關問題）
- 王心如（敗於高爾夫球相關問題）
- 許哲珮+Faye（本名詹雯婷，敗於浪漫問題）
- 郎祖筠+林昕陽（敗於B型肝炎相關問題）
- 李千娜（敗於利比亞相關問題）
- 澎恰恰（敗於戲曲相關問題）
- 翁立友（第一次參賽，敗於白糖與麥芽糖的相關問題-「畫糖」）
- Darren+李維維（第一次參賽，敗於白血症相關問題）
- 曾心梅（第一次參賽，敗於鄉土題，俗語說：「大腸告小腸」係指肚子餓而非吃壞肚子）
- 阿本+傅小芸（敗於[拉鍊]是哪國人發明之問題）

### 最高得分
- 張芸京（敗於英文單字單、複數變化的相關問題，有於2009年5月24日錄影進行二度參賽，獲得12,000的獎金）
- 黃舒駿（敗於日本動畫《櫻桃小丸子》的相關問題，有於2009年9月27日錄影進行二度參賽，獲得12,000的獎金）
- 楊謹華（敗於阿里山小火車之相關問題）
- 方岑（敗於臺南古蹟相關問題）
- 梁赫群（敗於面積換算相關問題，有於2009年3月8日錄影進行二度參賽，獲得18,000的獎金）
- 寇乃馨（敗於世界名曲《大黃蜂的飛行》相關問題）
- 庾澄慶（敗於五倫相關問題，有於2009年12月27日錄影進行二度參賽，獲得4,000的獎金）
- 張鳳書（敗於疾病感染相關問題）
- Melody（敗於紫外線指數相關問題）
- 蔡康永（敗於臺灣舊名相關問題）
- 隋棠（敗於悠遊卡儲值金額上限相關問題，有於2010年2月28日錄影進行二度參賽，兩次參賽均得24,000獎金）
- 盧秀燕（敗於特洛伊戰爭相關問題）
- 王耀慶（敗於高美溼地相關問題）
- 炎亞綸（敗於縣市相關問題）
- 張惠妹（敗於酒後駕車罰鍰相關問題）
- 白冰冰（敗於象棋規則相關問題）
- 汪東城（敗於英文題 born in the purple-紫色 中文為：「含著金湯匙出生」）
- 卓伯源（敗於蜜蜂呼吸相關問題）
- 陶喆（敗於物理聲學相關問題）
- 周守訓（敗於註生娘娘相關問題）
- 棒棒堂成員敖犬、小煜、威廉、阿緯（均為二度參賽，敗於吐司由來相關問題。曾於2009年8月2日參賽過）
- 白歆惠（敗於數學問題）
- 馮寶寶（敗於田徑賽規則相關問題）
- 葡萄姊姊即米可白（本名：趙淑亭）與葡萄爸（本名：趙浚騰）（敗於英文單字“potty”另外用法相關問題）
- 趙詠華（敗於數學方程式相關問題）
- 何潤東（敗於「騎在羊背上的國家」相關問題）
- 宋達民（敗於四年級數學相關問題）
- 鈕承澤（敗於墾丁之花相關問題）
- 九孔（敗於成語「渾渾噩噩」的「渾渾」疊字相關問題）
- 賈靜雯（敗於網球分數相關問題）
- 施易男（敗於「波斯」是指那個國家相關問題）

- 王仁甫 （敗於龚自珍的詩）
- 李立群 （贾岛的诗“松下问童子，言师采药去”）
- 蕭亞軒（敗於枯藤老樹昏鴉，小橋流水人家相關問題)
- 蘇宗怡（敗於文學修辭法相關問題）
- Energy（敗於鄭和下西洋之相關問題）
- 信（敗於部首相關問題[註 1]，曾於2009年12月9日進行二度參賽，獲得2,500獎金）
- 林依晨（敗於部首相關問題）
- 楊丞琳（敗於宋代詩人秦觀的作品「鵲橋仙」）2011年8月5日播出獲得30,000獎金。
- 陳曉東（敗於「秋江獨釣」相關問題）
- 璩美鳳（敗於兒歌《當我們同在一起》相關問題）
- 澎恰恰（敗於冰敷處理相關問題，有於2009年7月5日進行二度參賽，獲得12,000獎金，以及於2010年1月3日與二度參賽的許效舜進行三度參賽，共同獲得2,500獎金）
- 黃國倫（敗於《水滸傳》人物相關問題）
- 汪東城、炎亞綸（敗於中國文學相關問題）
- 吳尊、辰亦儒（敗於史前文化相關問題）
- 田馥甄（敗於杜牧作品的相關問題）
- 文英（敗於玩具舊稱之相關問題）
- 李述德（敗於李商隱之作品相關問題）
- 賴雅妍（敗於《孟子》著作相關問題，曾於2009年12月27日與李國毅進行二度參賽，共同獲得1,500獎金，以及於2010年4月18日進行三度參賽，也獲得1,500獎金）
- 范瑋琪（敗於中國最早長篇敘事詩《孔雀東南飛》相關問題）
- 盛治仁（敗於《臨江仙》作者相關問題）
- 曾愷玹（敗於六如居士是唐寅的相關問題）
- 李國修（二度參賽，曾於2008年12月7日進行初次參賽，獲得2,500獎金）、顧寶明（初次參賽）（敗於王維五言絕句《鹿柴》相關問題）
- 胡彥斌（敗於「十年樹木、百年樹人」名言相關問題）
- 阮經天（初次參賽）、趙又廷（二度參賽，曾於2009年4月19日進行初次參賽獲得18,000獎金）（敗於「開卷有益」相關問題）
- 丁爸（本名：徐金源）、丁丁（敗於成語「門可羅雀」相關問題）
- 洪都拉斯（本名：洪勝德，三度參賽）、九孔（本名：呂孔維，初次參賽）（敗於成語「走馬看花」相關問題）
- 吳奇隆（敗於名語錄「勿以善小而不為、勿以惡小而為之」相關問題）
- 喻虹淵、陳意涵（敗於「花中之相是何種花？」）
- 郭采潔（於2010年3月24日二度參賽，曾於2009年5月24日初次參賽）、姚淳耀（敗於王勃詩詞相關問題）
- 蕭敬騰（敗於名詩《楓橋夜泊》相關問題）
- 宋達民（初次參賽）、洪百榕（二度參賽，曾於2009年11月29日進行初次參賽，獲得500獎金）（敗於名詩《憫農詩》作者問題）
- 黃韻玲（於2010年10月8日初次參賽）（敗於牛痘相關問題）
- 楊祐寧（敗於「開台文化祖師」之稱答案為：沈光文）2011年12月30日播出。
- 郭子乾+劉品言（敗於白蛇傳歌劇相關問題）
- 邱瓈寬（敗於《賦新月》作者，唐朝小神童繆氏子）於2013年4月19日播出。

- 陳柏霖最後一題：古人有云：讀書有三上，枕上、馬上、廁上，請問說這句話的古人是誰？答案為：歐陽脩（於2011年12月25日錄影，2012年1月6日播出）陳柏霖十題都對首位獲得本節目最高榮譽

## 記事
- 2009年10月16日，因播映金鐘獎頒獎典禮，節目暫停播出一次；同月，主持人張小燕因病假而停止錄影兩星期[8]，11月初恢復錄影。
- 2010年10月22日，因LIVE直播金鐘獎頒獎典禮，節目暫停播出一次。
- 2010年10月22日，於該屆金鐘獎獲得金鐘獎綜藝節目獎。
- 2010年12月31日，因直播「OPEN YOUR DREAM 2011高雄市跨年晚會」，節目暫停播出一次。
- 2012年8月17日（第199集）起，於台視HD台的首播正式改以高畫質播出。
- 2013年5月3日，因電視台考慮到收視率疲軟，該日播出的節目為最後一集節目（第236集）。因電視台突然下達「停播令」，讓原定主持人要邀請前任主持人回節目製作結局，卻來不及反應，故作罷[9]。

## 收視率
下表列出AC尼爾森針對四歲以上觀眾調查之收視率。
| 集數    | 播映日期                             | 平均收視率 |
| ------- | ------------------------------------ | ---------- |
| 第1集   | 2008年10月3日                        | 1.38       |
| 第2集   | 2008年10月10日                       | 1.24       |
| 第3集   | 2008年10月17日                       | 1.38       |
| 第4集   | 2008年10月24日                       | 1.08       |
| 第5集   | 2008年10月31日                       | 1.07       |
| 第6集   | 2008年11月7日                        | 1.09       |
| 第7集   | 2008年11月14日                       | 1.45       |
| 第8集   | 2008年11月21日                       | 1.50       |
| 第9集   | 2008年11月28日                       | 1.55       |
| 第10集  | 2008年12月5日                        | 1.50       |
| 第11集  | 2008年12月12日                       | 1.55       |
| 第12集  | 2008年12月19日                       | 1.54       |
| 第13集  | 2008年12月26日                       | 1.39       |
| 第14集  | 2009年1月2日                         | 1.36       |
| 第15集  | 2009年1月9日                         | 1.39       |
| 第16集  | 2009年1月16日                        | 1.36       |
| 第17集  | 2009年1月23日                        | 1.75       |
| 第18集  | 2009年1月30日                        | 1.33       |
| 第19集  | 2009年2月6日                         | 1.64       |
| 第20集  | 2009年2月13日                        | 1.75       |
| 第21集  | 2009年2月20日                        | 1.35       |
| 第22集  | 2009年2月27日                        | 1.25       |
| 第23集  | 2009年3月6日                         | 1.35       |
| 第24集  | 2009年3月13日                        | 1.43       |
| 第25集  | 2009年3月20日                        | 1.55       |
| 第26集  | 2009年3月27日                        | 1.60       |
| 第27集  | 2009年4月3日                         | 1.44       |
| 第28集  | 2009年4月10日                        | 1.52       |
| 第29集  | 2009年4月17日                        | 1.68       |
| 第30集  | 2009年4月24日                        | 1.57       |
| 第31集  | 2009年5月1日                         | 1.55       |
| 第32集  | 2009年5月8日                         | 1.51       |
| 第33集  | 2009年5月15日                        | 1.37       |
| 第34集  | 2009年5月22日                        | 1.42       |
| 第35集  | 2009年5月29日                        | 1.90       |
| 第36集  | 2009年6月5日                         | 1.29       |
| 第37集  | 2009年6月12日                        | 1.14       |
| 第38集  | 2009年6月19日                        | 1.29       |
| 第39集  | 2009年6月26日                        | 1.33       |
| 第40集  | 2009年7月3日                         | 1.18       |
| 第41集  | 2009年7月10日                        | 1.03       |
| 第42集  | 2009年7月17日                        | 1.22       |
| 第43集  | 2009年7月24日                        | 1.01       |
| 第44集  | 2009年7月31日                        | 1.13       |
| 第45集  | 2009年8月7日                         | 1.60       |
| 第46集  | 2009年8月14日                        | 0.94       |
| 第47集  | 2009年8月21日                        | 1.28       |
| 第48集  | 2009年8月28日                        | 1.31       |
| 第49集  | 2009年9月4日                         | 1.21       |
| 第50集  | 2009年9月11日                        | 1.16       |
| 第51集  | 2009年9月18日                        | 1.00       |
| 第52集  | 2009年9月25日                        | 1.14       |
| 第53集  | 2009年10月2日                        | 0.93       |
| 第54集  | 2009年10月9日                        | 1.16       |
| 第55集  | 2009年10月23日                       | 1.26       |
| 第56集  | 2009年10月30日                       | 1.06       |
| 第57集  | 2009年11月6日                        | 1.08       |
| 第58集  | 2009年11月13日                       | 1.16       |
| 第59集  | 2009年11月20日                       | 0.99       |
| 第60集  | 2009年11月27日                       | 1.06       |
| 第61集  | 2009年12月4日                        | 1.34       |
| 第62集  | 2009年12月11日                       | 1.09       |
| 第63集  | 2009年12月18日                       | 1.30       |
| 第64集  | 2009年12月25日                       | 1.00       |
| 第65集  | 2010年1月1日                         | 1.21       |
| 第66集  | 2010年1月8日                         | 1.22       |
| 第67集  | 2010年1月15日                        | 1.19       |
| 第68集  | 2010年1月22日                        | 1.30       |
| 第69集  | 2010年1月29日                        | 0.91       |
| 第70集  | 2010年2月5日                         | 0.94       |
| 第71集  | 2010年2月12日（小年夜特別節目）      | 1.25       |
| 第72集  | 2010年2月19日                        | 1.35       |
| 第73集  | 2010年2月26日                        | 1.06       |
| 第74集  | 2010年3月5日                         | 1.01       |
| 第75集  | 2010年3月12日                        | 0.84       |
| 第76集  | 2010年3月19日                        | 0.85       |
| 第77集  | 2010年3月26日                        | 1.09       |
| 第78集  | 2010年4月2日                         | 0.99       |
| 第79集  | 2010年4月9日                         | 0.95       |
| 第80集  | 2010年4月16日                        | 0.98       |
| 第81集  | 2010年4月23日                        | 1.06       |
| 第82集  | 2010年4月30日                        | 0.91       |
| 第83集  | 2010年5月7日                         | 1.19       |
| 第84集  | 2010年5月14日                        | 1.19       |
| 第85集  | 2010年5月21日                        | 0.97       |
| 第86集  | 2010年5月28日                        | 1.09       |
| 第87集  | 2010年6月4日                         | 1.12       |
| 第88集  | 2010年6月11日                        | 0.92       |
| 第89集  | 2010年6月18日                        | 0.89       |
| 第90集  | 2010年6月25日                        | 0.83       |
| 第91集  | 2010年7月2日                         | 1.13       |
| 第92集  | 2010年7月9日                         | 0.90       |
| 第93集  | 2010年7月16日                        | 1.00       |
| 第94集  | 2010年7月23日                        | 1.06       |
| 第95集  | 2010年7月30日                        | 1.01       |
| 第96集  | 2010年8月6日                         | 1.05       |
| 第97集  | 2010年8月13日                        | 1.01       |
| 第98集  | 2010年8月20日                        | 1.21       |
| 第99集  | 2010年8月27日                        | 0.86       |
| 第100集 | 2010年9月3日                         | 0.99       |
| 第101集 | 2010年9月10日                        | 0.89       |
| 第102集 | 2010年9月17日                        | 1.05       |
| 第103集 | 2010年9月24日                        | 0.87       |
| 第104集 | 2010年10月1日                        | 0.96       |
| 第105集 | 2010年10月8日                        | 0.95       |
| 第106集 | 2010年10月29日                       | 1.03       |
| 第107集 | 2010年11月5日                        | 1.19       |
| 第108集 | 2010年11月12日                       | 0.91       |
| 第109集 | 2010年11月19日                       | 1.08       |
| 第110集 | 2010年11月26日                       | 1.19       |
| 第111集 | 2010年12月3日                        | 1.07       |
| 第112集 | 2010年12月10日                       | 1.11       |
| 第113集 | 2010年12月17日                       | 0.96       |
| 第114集 | 2010年12月24日                       | 1.28       |
| 第115集 | 2011年1月7日                         | 1.38       |
| 第116集 | 2011年1月14日                        | 0.86       |
| 第117集 | 2011年1月21日                        | 0.96       |
| 第118集 | 2011年1月28日                        | 0.87       |
| 第119集 | 2011年2月4日                         | 0.74       |
| 第120集 | 2011年2月11日                        | 1.25       |
| 第121集 | 2011年2月18日                        | 0.81       |
| 第122集 | 2011年2月25日                        | 0.69       |
| 第123集 | 2011年3月4日                         | 1.11       |
| 第124集 | 2011年3月11日                        | 0.93       |
| 第125集 | 2011年3月18日                        | 1.12       |
| 第126集 | 2011年3月25日                        | 1.21       |
| 第127集 | 2011年4月1日                         | 1.26       |
| 第128集 | 2011年4月8日                         | 1.00       |
| 第129集 | 2011年4月15日                        | 0.97       |
| 第130集 | 2011年4月22日                        | 0.91       |
| 第131集 | 2011年4月29日                        | 0.80       |
| 第132集 | 2011年5月6日                         | 0.78       |
| 第133集 | 2011年5月13日                        | 0.87       |
| 第134集 | 2011年5月20日                        | 0.98       |
| 第135集 | 2011年5月27日                        | 0.93       |
| 第136集 | 2011年6月3日                         | 0.89       |
| 第137集 | 2011年6月10日                        | 0.79       |
| 第138集 | 2011年6月17日                        | 0.81       |
| 第139集 | 2011年6月24日                        | 1.04       |
| 第140集 | 2011年7月1日                         | 0.92       |
| 第141集 | 2011年7月8日                         | 0.92       |
| 第142集 | 2011年7月15日                        | 0.94       |
| 第143集 | 2011年7月22日                        | 1.02       |
| 第144集 | 2011年7月29日                        | 1.08       |
| 第145集 | 2011年8月5日                         | 0.89       |
| 第146集 | 2011年8月12日                        | 0.90       |
| 第147集 | 2011年8月19日                        | 0.88       |
| 第148集 | 2011年8月26日                        | 0.89       |
| 第149集 | 2011年9月2日                         | 0.79       |
| 第150集 | 2011年9月9日                         | 0.62       |
| 第151集 | 2011年9月16日                        | 0.68       |
| 第152集 | 2011年9月23日                        | 0.82       |
| 第153集 | 2011年9月30日                        | 0.97       |
| 第154集 | 2011年10月7日                        | 0.84       |
| 第155集 | 2011年10月14日                       | 1.54       |
| 第156集 | 2011年10月21日                       | 0.78       |
| 第157集 | 2011年10月28日                       | 0.91       |
| 第158集 | 2011年11月4日                        | 0.82       |
| 第159集 | 2011年11月11日                       | 0.87       |
| 第160集 | 2011年11月18日                       | 0.66       |
| 第161集 | 2011年11月25日                       | 0.85       |
| 第162集 | 2011年12月2日                        | 0.91       |
| 第163集 | 2011年12月9日                        | 0.72       |
| 第164集 | 2011年12月16日                       | 0.70       |
| 第165集 | 2011年12月23日                       | 0.86       |
| 第166集 | 2011年12月30日                       | 0.96       |
| 第167集 | 2012年1月6日                         | 1.20       |
| 第168集 | 2012年1月13日                        | 0.97       |
| 第169集 | 2012年1月20日（小小年夜特別節目）    | ---        |
| 第170集 | 2012年1月27日                        | 0.86       |
| 第171集 | 2012年2月3日                         | 1.07       |
| 第172集 | 2012年2月10日                        | 0.76       |
| 第173集 | 2012年2月17日                        | 0.69       |
| 第174集 | 2012年2月24日                        | 0.70       |
| 第175集 | 2012年3月2日                         | 0.65       |
| 第176集 | 2012年3月9日（小燕老師畢業特別節目） | 0.89       |
| 第177集 | 2012年3月16日                        | 0.65       |
| 第178集 | 2012年3月23日                        | 0.84       |
| 第179集 | 2012年3月30日                        | 0.70       |
| 第180集 | 2012年4月6日                         | 0.87       |
| 第181集 | 2012年4月13日                        | 0.80       |
| 第182集 | 2012年4月20日                        | 0.62       |
| 第183集 | 2012年4月27日                        | 0.62       |
| 第184集 | 2012年5月4日                         | 0.62       |
| 第185集 | 2012年5月11日                        | 0.49       |
| 第186集 | 2012年5月18日                        | 0.75       |
| 第187集 | 2012年5月25日                        | 0.83       |
| 第188集 | 2012年6月1日                         | 0.72       |
| 第189集 | 2012年6月8日                         | 0.93       |
| 第190集 | 2012年6月15日                        | 0.88       |
| 第191集 | 2012年6月22日                        | 0.70       |
| 第192集 | 2012年6月29日                        | 0.80       |
| 第193集 | 2012年7月6日                         | 0.72       |
| 第194集 | 2012年7月13日                        | 0.67       |
| 第195集 | 2012年7月20日                        | 0.52       |
| 第196集 | 2012年7月27日                        | 0.43       |
| 第197集 | 2012年8月3日                         | 0.47       |
| 第198集 | 2012年8月10日                        | 0.54       |
| 第199集 | 2012年8月17日                        | 0.45       |
| 第200集 | 2012年8月24日                        | 0.68       |
| 第201集 | 2012年8月31日                        | 0.42       |
| 第202集 | 2012年9月7日                         | 0.63       |
| 第203集 | 2012年9月14日                        | 0.51       |
| 第204集 | 2012年9月21日                        | 0.59       |
| 第205集 | 2012年9月28日                        | 0.64       |
| 第206集 | 2012年10月5日                        | 0.53       |
| 第207集 | 2012年10月12日                       | 0.44       |
| 第208集 | 2012年10月19日                       | 0.37       |
| 第209集 | 2012年10月26日                       | 0.43       |
| 第210集 | 2012年11月2日                        | 0.41       |
| 第211集 | 2012年11月9日                        | 0.46       |
| 第212集 | 2012年11月16日                       | 0.32       |
| 第213集 | 2012年11月23日                       | 0.50       |
| 第214集 | 2012年11月30日                       | 0.65       |
| 第215集 | 2012年12月7日                        | 0.54       |
| 第216集 | 2012年12月14日                       | 0.54       |
| 第217集 | 2012年12月21日                       | 0.57       |
| 第218集 | 2012年12月28日                       | 0.49       |
| 第219集 | 2013年1月4日                         | 0.50       |
| 第220集 | 2013年1月11日                        | 0.59       |
| 第221集 | 2013年1月18日                        | 0.53       |
| 第222集 | 2013年1月25日                        | 0.58       |
| 第223集 | 2013年2月1日                         | 0.64       |
| 第224集 | 2013年2月8日                         | 0.77       |
| 第225集 | 2013年2月15日                        | 0.52       |
| 第226集 | 2013年2月22日                        | 0.44       |
| 第227集 | 2013年3月1日                         | 0.46       |
| 第228集 | 2013年3月8日                         | 0.14       |
| 第229集 | 2013年3月15日                        | 0.44       |
| 第230集 | 2013年3月22日                        | 0.48       |
| 第231集 | 2013年3月29日                        | 0.50       |
| 第232集 | 2013年4月5日                         | 0.54       |
| 第233集 | 2013年4月12日                        | 0.41       |
| 第234集 | 2013年4月19日                        | 0.41       |
| 第235集 | 2013年4月26日                        | 0.62       |
| 第236集 | 2013年5月3日(最終回)                 | 0.48       |

- 說明：  = 最高收視率、  = 最低收視率。

## 相關事件
茲敘述此節目開播後，除節目本體之外的其他相關事件的概況。（以下事件均由先至後排列）

### 疑似詐騙的補習班
2009年1月初，桃園縣（現大桃園市）一家「玉順」補習班打著《百萬小學堂》的名義，聲稱與《百萬小學堂》合作，可以對學生做「一對一」的教學，只要「到府補習」就可以成為《百萬小學堂》後援會會員。許多在桃園地區的家長，都有接到類似的電話。家長與校長都質疑，有可能是資料外洩。薛聖棻與張小燕得知消息，要求家長要特別注意。

### 拍攝雞精廣告
約於2009年3月間，小西瓜拍攝「白蘭氏超能雞精」廣告。

### 康健雜誌專訪
《康健雜誌》（英文：Common Health Magazine）於2009年3月27日，發行《教養專刊》，以〈「百萬小學堂」陪考生　為什麼這麼聰明可愛〉與〈養出優秀的孩子〉為主題，專訪了三位智囊團成員的父母親，分享家長如何教養孩子的經驗談。

### 張大春建議加考古典詩
2009年4月9日下午，在行政院文化建設委員會（文建會）舉辦的《大家來讀古典詩教案補助作業要點》遴選辦法說明會中，作家張大春建議，文建會可以與《百萬小學堂》合作，把《全臺詩》所收錄的古典詩納入《百萬小學堂》題庫，推廣小學生讀古典詩。

### 接班人徵選
該節目的三位智囊團成員，已於2009年畢業。為了要找「班底接班人」，製作單位於2009年4月18日星期六，在臺視第一攝影棚（簡稱臺視一棚）舉辦了徵選會。評審有三位智囊團成員。
來自各地菁英中的菁英，甚至也有遠從高雄、屏東等地的小學生，在徵選會中無不展現身手與十八般武藝。

### 參加百萬大歌星
2009年4月21日，三位智囊團成員參加《百萬大歌星》節目。首先，張小燕於2009年4月19日的錄影結束後，預錄一段對庾澄慶的「信心喊話」，播放給庾澄慶看。接著，在一智囊團成員唱完蔡琴於1981年9月收錄在《你的眼神》專輯內的《恰似你的溫柔》，答案正確後，主持人張小燕也於該節目中現身，送庾澄慶酸梅與巧克力作為禮物；也將《百萬小學堂》內其中一項錦囊「好人卡」（英文：nice-guy card）象徵性的送給庾澄慶，希望庾澄慶能「當個好人」，好好的對待這三位參賽的小朋友們；也希望每一位在座的人「以後都要當好人」。
後來，在「畢業要唱」題庫中，張小燕首開金嗓，演唱周華健的《朋友》，最後與庾澄慶一起主持至該集結束。而《小學堂》成員，是敗在王力宏於2005年12月發行的專輯《蓋世英雄》內第四首歌Kiss Goodbye，獲得獎金新臺幣30,000圓整。

### 花旗銀行小小理財達人

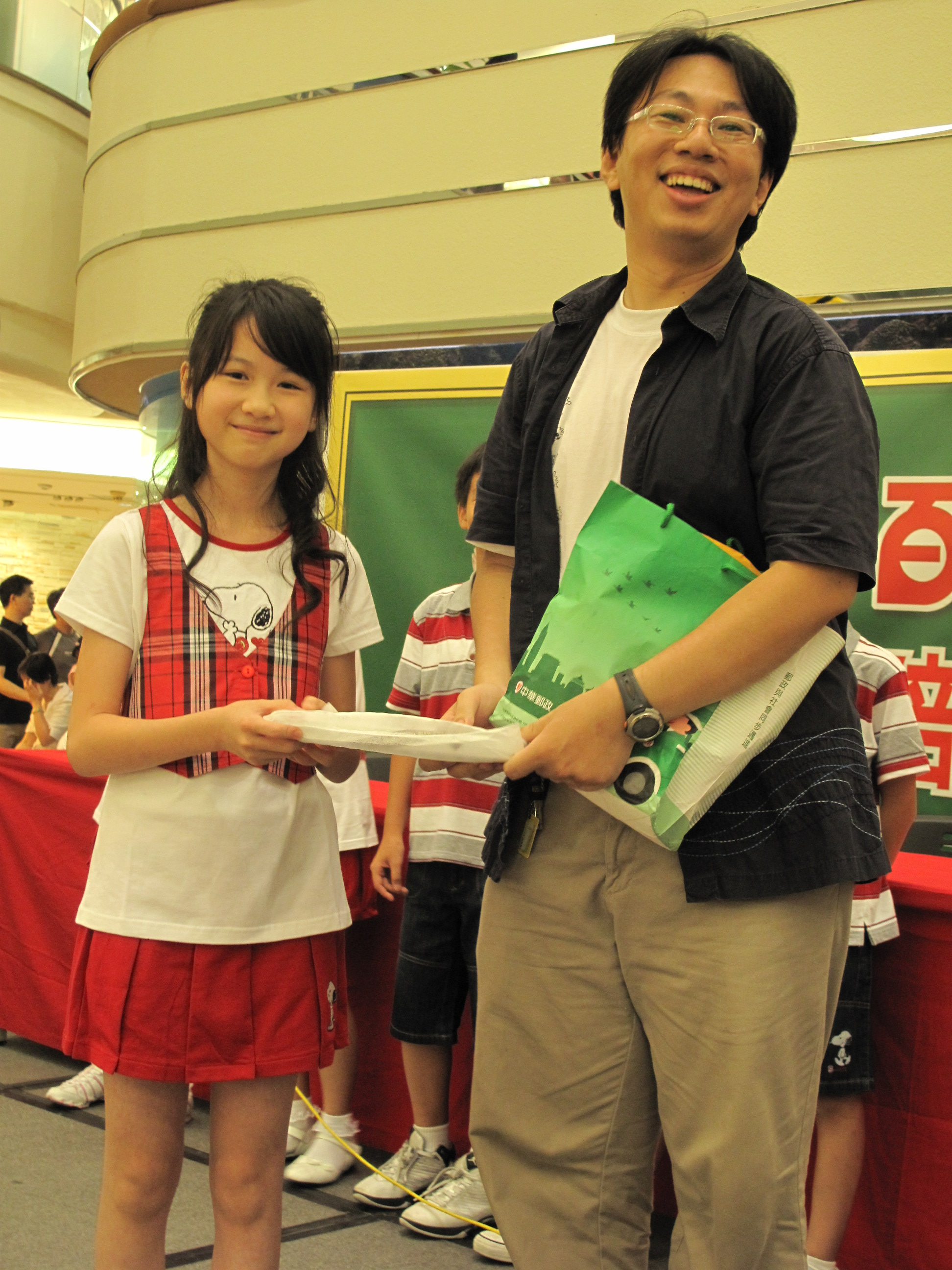
於臺北大葉高島屋百貨的蓋章會活動照之二。

小西瓜與威力於2009年4月22日星期三，參加由花旗銀行舉辦的「小小理財達人」。最後是由松山國小團隊取勝。

### 發行圖書
友傳播公司於2009年5月6日起，發行《百萬小學堂：200題PK接力賽，小學生你最強！》圖書，出版商為三文化。友松傳播公司又於同年的7月15日起，發行《百萬小學堂2：250題加量不加價，小學生誰能比你強！》圖書，出版商同樣也為三采文化。而友松傳播公司再於同年8月1日起，發行《百萬小學堂3：250題知識百寶箱，變聰明一點都不難！》圖書，出版商亦為三采文化。
2010年，友松製作於1月20日發行《金牌百萬小學堂·三百則宇宙無敵挑戰題》圖書，圖書發行商，由原先的三采文化，改為臺視文化。除六名知名小學生陪考生外，另外有從「知識星球」來的「波奇」（Bogi），為本書主軸。同年，臺視文化再度與「有意思數位人文股份有限公司」的《紐約說話島》（Talking Island）產品結合，於11月8日發行《百萬小學堂·SuperKid冒險小戰士英語故事書》圖書，隨書附有歌曲CD與《紐約說話島》體驗版2.0遊戲光碟。

#### 教養圖書
2009年8月15日，三采文化發行《百萬小學堂　聰明教養法》圖書，主要消費群眾是成年父母，傳述如何教出聰明小孩。內容敘述有六位陪考生的父母親，將他們的經驗分享給讀者。

### 代言天柏藍產品
智囊團成員大力於2009年5月30日，於太平洋崇光百貨天母店代言添柏嵐（Timberland）產品。

### 代言「HiNet 2009網路擂台大賽」

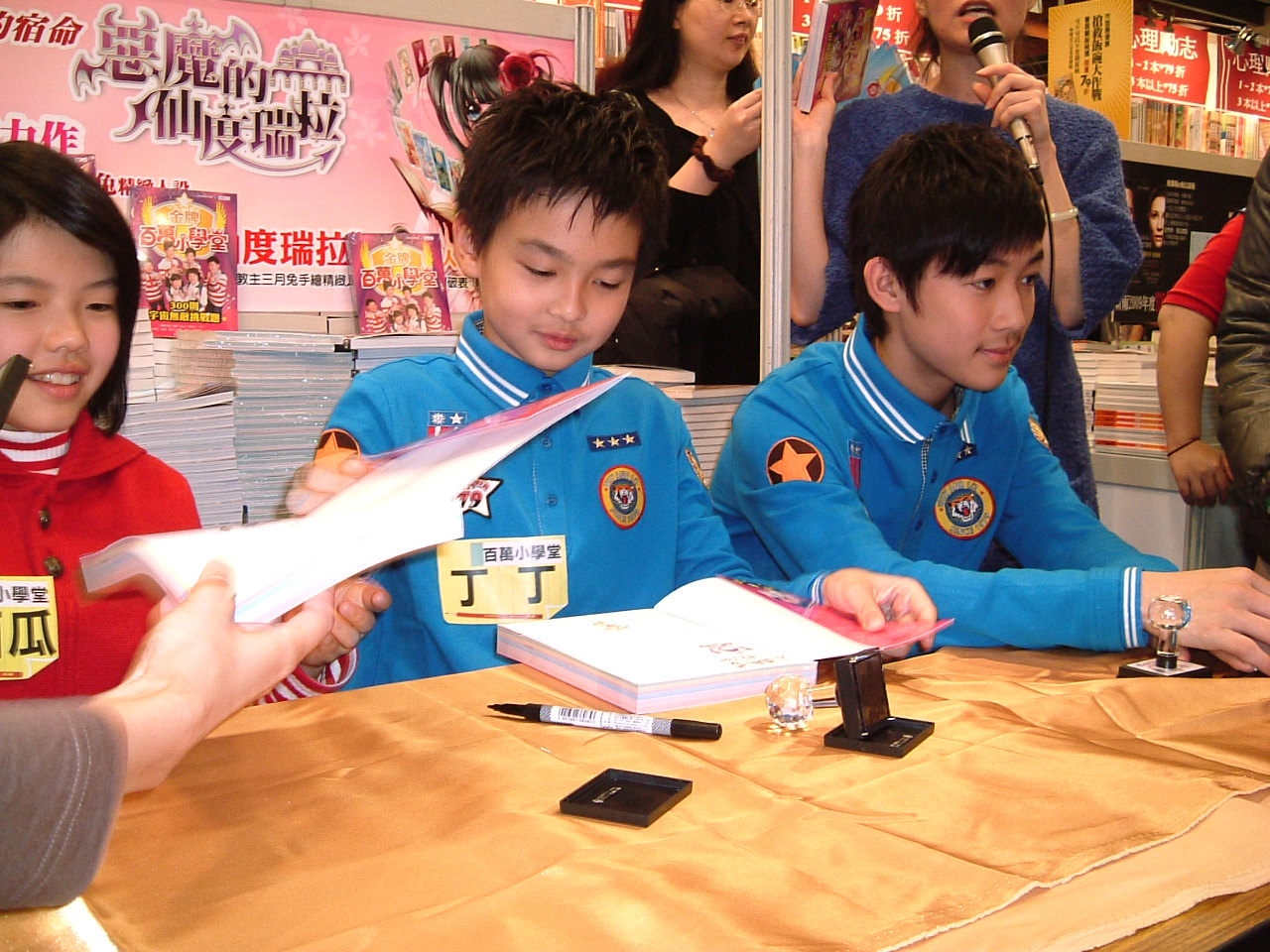
於臺北世貿一館舉行的簽書會。

三位智囊團成員於2009年6月10日，共同替「Hinet 2009網路擂台大賽」活動代言。

### 林務局代言人
一智囊團成員於2009年6月26日，替行政院農業委員會林務局（簡稱林務局）代言。

### 參加「嘗葉子作童詩」活動
一智囊團成員於2009年7月4日，參加臺北市北投區泉源國民小學舉辦的結合自然資源寫童詩之語言體驗活動。

### 參加「好書交換日」活動
一智囊團成員於2009年7月14日，擔任「全國好書交換日」活動來賓。

### 圖書蓋章會

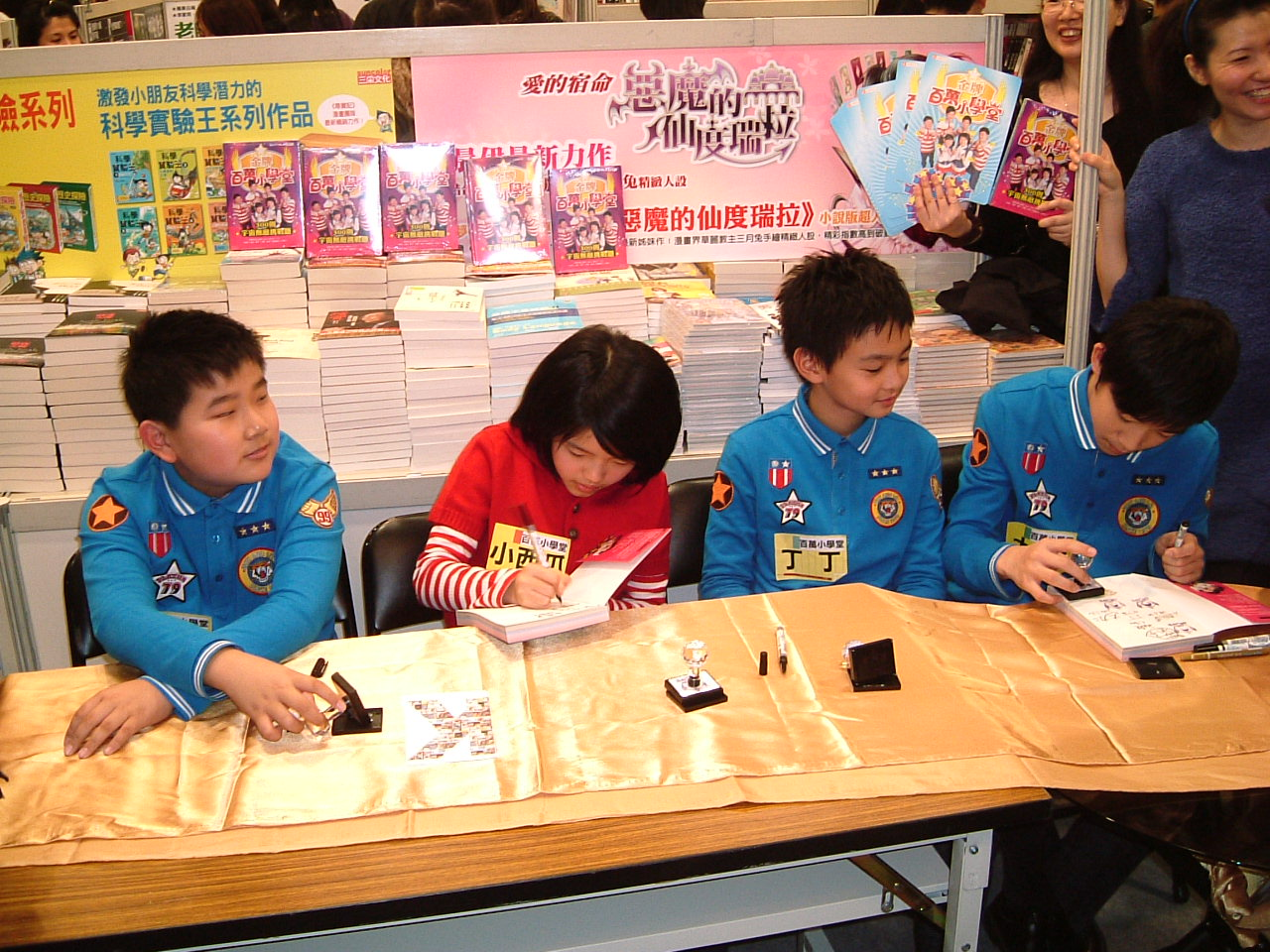
簽書會活動實景。

友松傳播公司於2009年8月2日，在臺中金石堂福科門市的早上11:00到中午12:00、高雄市左營區紀伊國屋巨蛋門市的下午05:00到晚上06:00，以及同年8月15日，在臺北市士林區大葉高島屋的下午03:00到04:30的時間，各舉辦了一次蓋章會。該節目的六名陪考生，蒞臨上述的地點，與觀眾和讀者互動同樂。參觀者必須購買相關圖書，才可以取得蓋章或簽名的資格。

#### 2010年圖書蓋章會
友松傳播公司於2010年1月30日的下午04:00至05:00，在臺北世界貿易中心一館舉行簽書會。現場邀請四位（原定六位）智囊團陪考生，與讀者同樂。

### 為經濟部工商憑證代言

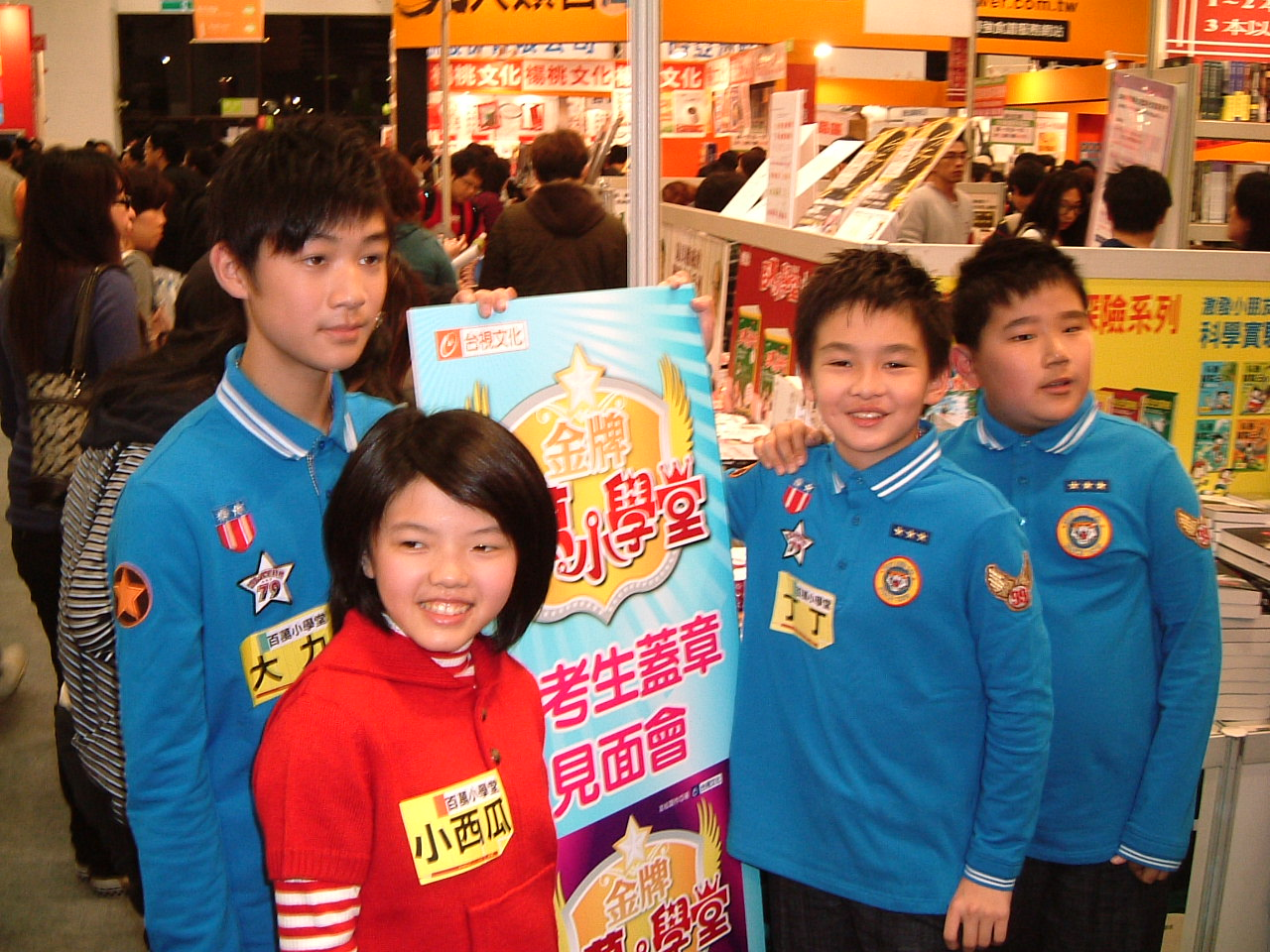
陪考生與《金牌百萬小學堂》的立牌。

約2009年8月底，中華民國經濟部以一位智囊團成員，設計出可愛的造型，製造出公仔，並以「工商憑證二十九項功能」為主題，推廣電子化工商憑證。並於各大電子媒體、公車等做為宣傳媒介。

### 上《數位小天才》封面
智囊團成員小西瓜於2009年9月期間，成為《數位小天才》（PChome Kids）的封面人物；而城邦也以〈搜尋＋分析＋整理＝完美的報告　小西瓜教你輕鬆做功課〉，做為該雜誌的主題文章。

## 其他模仿
該節目的一些特性，讓其他企業或節目也模仿。

### 台北富邦銀行

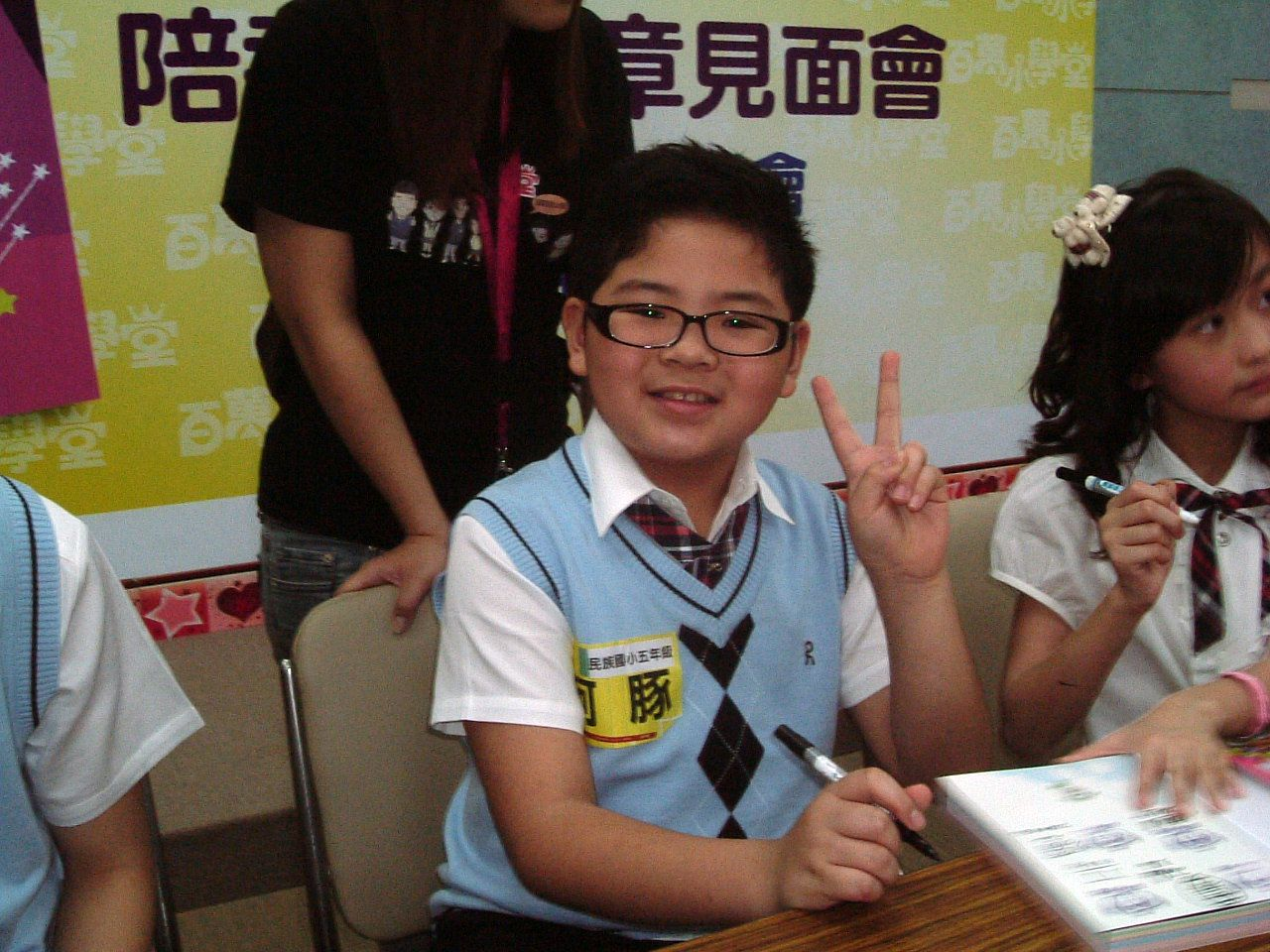
友松製作於2010年三月6日，於台視舉辦《金牌百萬小學堂》的簽書會活動一景。

台北富邦銀行模仿《小學堂》，以「富邦小學堂」為主題，從2009年7月10日起至2009年9月10日為止，舉辦刷卡回饋活動。廣告文宣以六名小學生舉手高喊「選我」為主，說明刷卡回饋的好處。

### 黑人小學堂
好來化工以黑人牙膏為產品主軸，模仿《小學堂》，以「黑人小學堂」為主題，進行贈與新臺幣拾萬圓整的獎金贈獎賽。以Flash動畫，與消費者做互動。同樣也有五名陪考生，但題型有五大類型。玩家同樣也有三種錦囊可以使用，分別是「好人卡」、「同學卡」，以及「團結卡」。玩家必須要達到十萬元的階段，才可參加抽獎。

### 全民最大黨
《全民最大黨》節目也戲仿了《小學堂》節目，取名為〈百萬老學堂〉。由郭子乾飾演「小嚥姐」（《小學堂》的主持人張小燕）、安心亞飾演「老西瓜」（《小學堂》的智囊團陪考生小西瓜）、納豆飾演「老芒果」，以及陳漢典飾演「老芭樂」。

## 另見

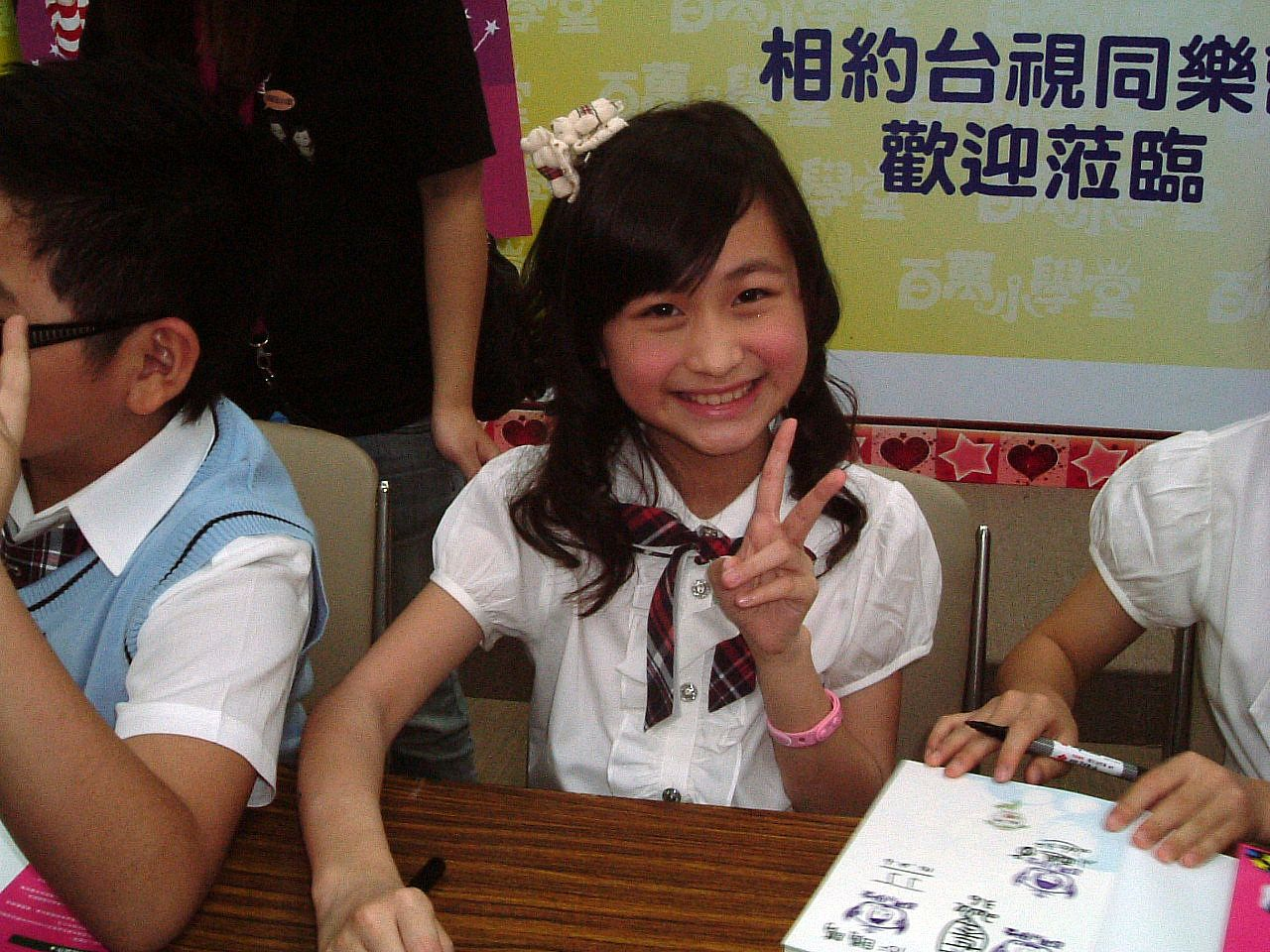
友松製作於2010年3月6日，於台視舉辦《金牌百萬小學堂》的簽書會活動一景。

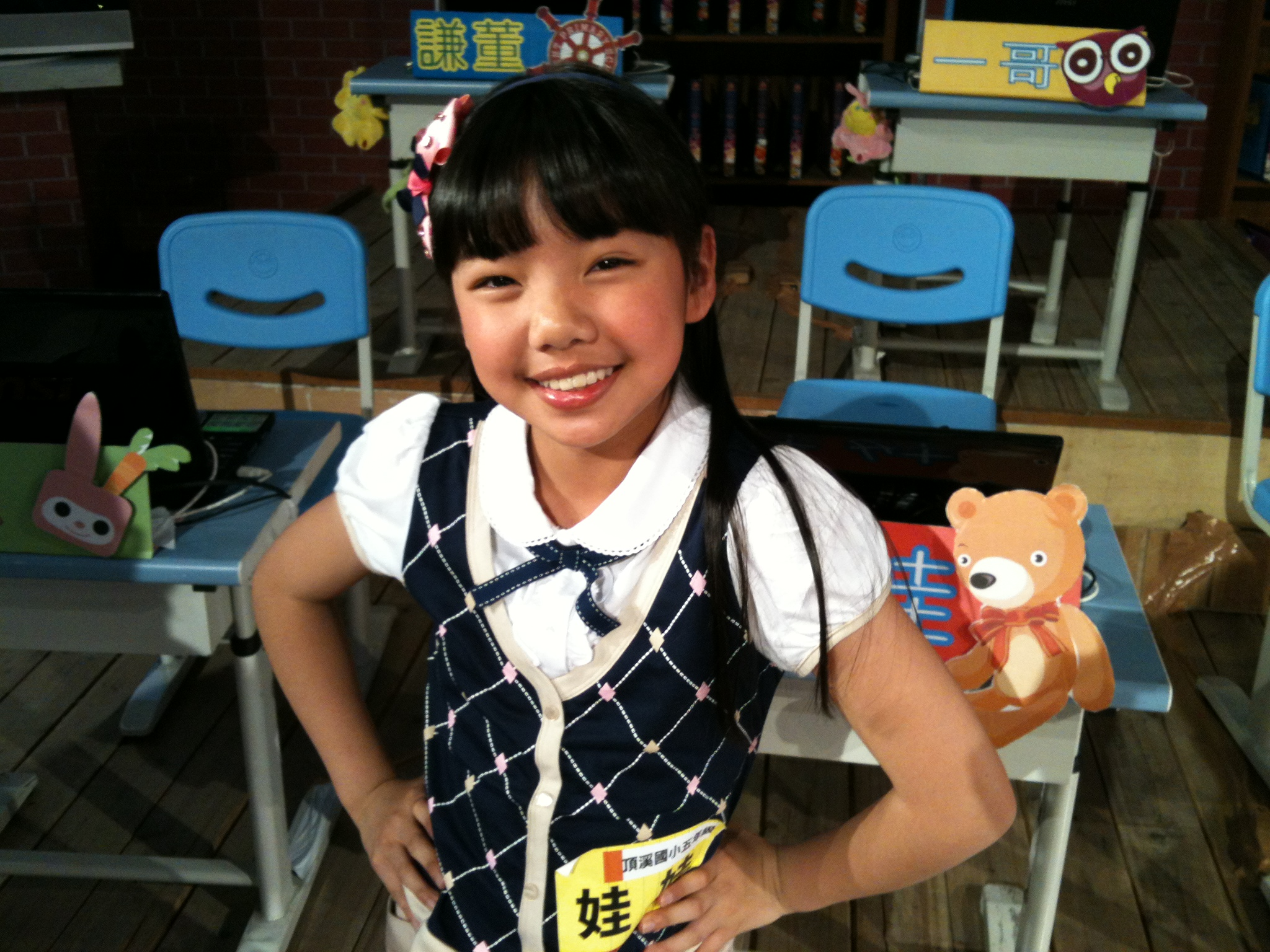
《百萬小學堂》陪考生之一

- 同製作單位製播節目《百萬大歌星》、《超級偶像》（Super Idol）、《鑽石夜總會》（Diamond Club）、《歡樂幸運星》、《麻辣天后宮》（以上節目均已停播）
- 不同台同時段競爭節目《挑戰101》（Go to Top 101）、《周五八點黨》、《娘家》、《魔女18號》、《真情滿天下》、《天下父母心》、《國人都叫好》、《哈林老師好》、《全民快樂有go正》（以上節目均已停播或已有結局）
- 不同台不同時段競爭節目《平民大富翁》（英文名稱：Yes or No，華視播出，因版權費用龐大，且收視率不振而停播）
- 類似節目《黃金計程車》（Gold Taxi）、《全民星攻略》
- 新加坡新傳媒8頻道電視節目普通話版《我要唱下去》
- 新加坡新傳媒8頻道電視節目普通話版《小兵迎大将》（Gate Keepers）
- 外製節目《你比小五生聰明嗎？》（Are You Smarter Than a 5th Grader?）
- 美國版
  - 《你比小五生聰明嗎？（英语：Are You Smarter Than a 5th Grader? (U.S. game show)）》（Are You Smarter Than a 5th Grader? U.S. Version 2007-09）。
  - 《你比小五生聰明嗎？（英语：Are You Smarter Than a 5th Grader? (U.S. syndicated game show)）》（Are You Smarter Than a 5th Grader? U.S. Version 2009-present）。
- 香港無線電視（TVB），《係咪小兒科》（即「《你比小五生聰明嗎》」香港版），由古巨基主持。
- 香港亞洲電視（ATV）《百萬富翁》（Who Wants to Be a Millionaire），由陳啟泰主持。
- 《你比小五生聰明嗎？》中國大陸版，分有：
  - 《五年級救助隊》、
  - 《幸運52·幸運課堂》（Lucky 52: Lucky Classroom）、
  - 《誰比誰聰明》（Who's Smarter?）、
  - 《你能畢業嗎》、
  - 《不考不知道》（Are You Smarter Than a Primary Student?）、
  - 《五年級插班生》（New 5th Grader）。
- 《17好聰明》、《台視17Q》（均已停播）
- 線上問答遊戲《一呼百應》（此節目已停播）、HQ（採一個星期進行遊戲一次）
- 電影《貧民百萬富翁》（Slumdog Millionaire）。
- 聯想關鍵字：教育、國民小學、義務教育、課本。
- 其他關鍵字：成長、智力、學習、同學。